# Histoire du canton de Vaud
 (avril 2020).
 (février 2022).

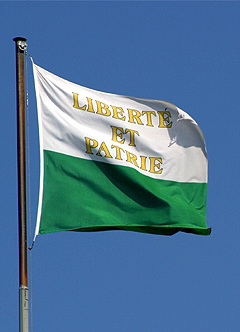
Drapeau du canton de Vaud depuis 1803.

L'histoire du canton de Vaud débute aux alentours de 13 500 avant notre ère avec les premiers peuplements d'Homo sapiens à la fin de l'époque paléolithique, et se poursuit durant la période néolithique.
À la fin de la Préhistoire, le territoire vaudois appartient à l'espace celtique. Plusieurs peuples gaulois, principalement les Helvètes, dominent le plateau suisse.
Intégré à l'Empire romain après la défaite de Vercingétorix, le territoire vaudois se romanise au cours du Ier siècle av. J.-C. Les Romains fondent plusieurs villes comme Aventicum (Avenches), la ville romaine la plus importante de la région, ou Colonia Iulia Equestris (Nyon).
Au Ve siècle, à l'époque des invasions germaniques, l'empereur Valentinien III favorise l'installation des Burgondes dans l'Empire. Alliés de Rome et servant comme auxiliaire dans son armée, ils instaurent le royaume des Burgondes après la chute de l'Empire d'Occident (476). 
Conquis par les Francs en 534, le royaume des Burgondes devient le royaume de Bourgogne mérovingien, avant de devenir une partie de l'empire carolingien. En 843, le traité de Verdun divise la Bourgogne entre la Francie occidentale et la Lotharingie, où se trouve le pays de Vaud. Au Xe siècle, celui-ci fait partie du royaume de Haute-Bourgogne (Bourgogne transjurane) puis du second royaume de Bourgogne et s'y maintient jusqu'en 1032.
Il entre alors dans le Saint-Empire romain germanique, morcelé en seigneuries et principautés épiscopales luttant pour préserver leur indépendance, particulièrement contre la maison de Zähringen. Les villes et les châteaux comme Grandson, Orbe ou Morat acquièrent une grande importance dans l'histoire vaudoise. À partir de 1285, c'est la maison de Savoie qui domine le territoire vaudois, luttant contre les maisons voisines de Suisse centrale.
A la fin du XVe siècle, le canton de Berne s'empare du territoire vaudois à l'occasion des guerres de Bourgogne, le duc de Savoie étant un allié de Charles le Téméraire. Le pays de Vaud entre ainsi dans la zone d'influence de la Confédération des VIII cantons, mais dans une situation de sujétion par rapport à Berne qui dure jusqu'à la fin du XVIIIe siècle, malgré plusieurs révoltes.
À la suite de la Révolution française, les années 1790 sont agitées. Les Vaudois proclament leur indépendance en 1798, avec le soutien de l'armée française qui occupe une bonne part de la Suisse. Le territoire vaudois est par la suite rattaché aux entités politiques alliées à la République française qui se succèdent : la République lémanique, la République rhodanique et la République helvétique, instaurée par l'Acte de Médiation du Premier Consul (1803).
Après la chute de Napoléon, l'Acte de Médiation est abrogé dès 1814. Les Vaudois se dotent alors d'une constitution qui crée le canton de Vaud ; ils entrent dans la Confédération des XXII cantons en totale indépendance. 
Au XIXe siècle, le canton entre à l'instar de toute la Suisse dans le monde de l'industrie et du chemin de fer, puis de l'électricité. 
Sur le plan religieux, le canton de Vaud a adopté le protestantisme en 1536, au moment de l'occupation bernoise. Dès 1803, avec l'entrée du Canton de Vaud dans la Confédération des XXII cantons, le culte catholique est autorisé. Il faut attendre les années 1970 pour que l'égalité entre le culte réformé et le culte catholique soit reconnue par les autorités cantonales.

## Suisse préhistorique et protohistorique
- Paléolithique
  - Glaciation de Würm
  - Magdalénien en Suisse
  - Scex du Châtelard (Magdalénien supérieur)
  - Abri sous roche du Mollendruz
  - Abri de la Cure (Azilien)
- Mésolithique
  - Les Ciernes-Picat
- Néolithique
  - Culture de la Hoguette (5800-5500 av. J.-C.)
  - Culture de Cortaillod (5000-3250 av. J.-C.), Vallon des Vaux
  - Horgen occidental (de) (3200 à 2900 av. J.-C. environ) et Port-Conty
  - Civilisation de Lüscherz (2950-2700 av. J.-C.)
  - Civilisation d'Auvernier et d'Auvernier-Cordé (2700 à 2400 av. J.-C.)
  - Culture campaniforme (2450-2200 av. J.-C.)
  - Sites mégalithiques (4500-1 500 av. J.-C environ)
  - Sites palafittiques préhistoriques (3900-2400 av. J.-C environ)
- Antiquité
  - Civilisation du Rhône, Colline de la Cité, Saint-Triphon et Charpigny
  - Celtes
    - Culture de Hallstatt
    - Culture de la Tène, Mormont, plus grand sanctuaire celte d'Europe datant de 100 av. J.-C.

## L'époque romaine

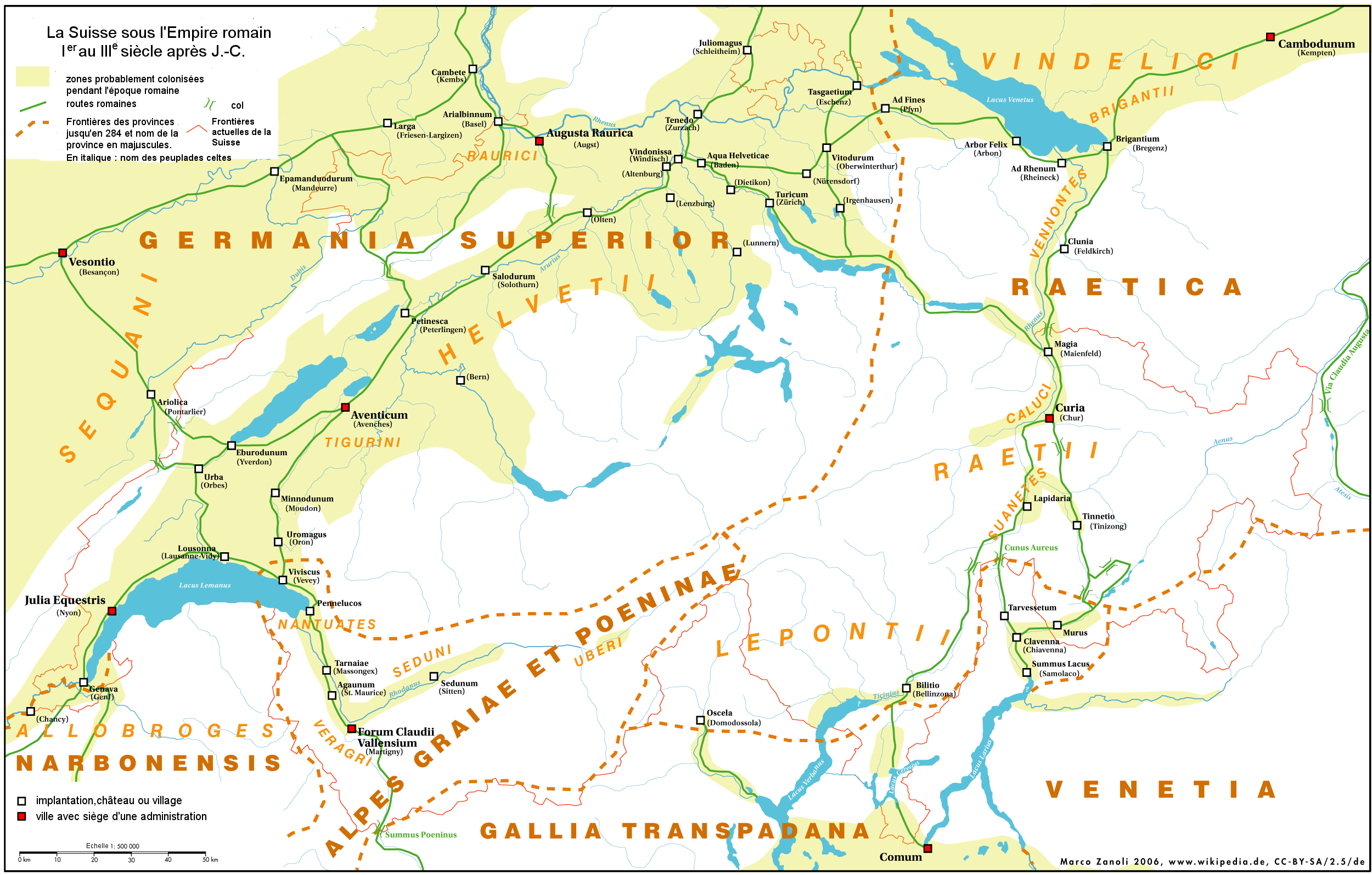
Carte de la Suisse actuelle entre le I et le III alors sous domination romaine

Après s'être livrées à des incursions près du lac Léman, les légions romaines en venaient à affronter le peuple Helvète. Celui-ci, issu d'un ensemble de tribus celtiques de l'extrémité orientale de la Gaule, avait émigré vers le plateau suisse lors de la mise en mouvement des Suèves vers le sud-ouest de la Germanie au début du Ier siècle av. J.-C. Helvètes, Latobices, Tulinges, Rauraques et Boïens tentaient de migrer vers l'ouest de la Gaule transalpine en -58 mais ils étaient repoussés au-delà du massif du Jura par Jules César lors de sa campagne contre les Helvètes et les Boïens. Forts de cette victoire, les colons romains investissaient l'Helvétie et entreprenaient sa romanisation. La première ville à être édifiée est Aventicum (actuel Avenches) qui sera le centre politique, religieux et économique de l'Helvétie romaine, une autre cité voit le jour, Noviodunum ou Colonia Iulia Equestris (nouvelle forteresse, colonie des chevaliers romains, en langue gauloise) aujourd'hui Nyon. Aventicum se voyait pourvue de villes municipales romaines (Municipia Vici) qui sont Lausonium (Lausanne), Eburodunum (Yverdon-les-Bains) et Urba (Orbe).
Le pays de Vaud était traversé par plusieurs voies romaines, l'une traversait les Alpes depuis l'Italie du Nord par le Mons Jovis (Grand-Saint-Bernard) et passait par Villeneuve (Pennelucos), Vevey (Viviscus), Oron (Uromagus), Moudon (Minnodunum) pour atteindre Avenches (Aventicum), l'autre se prolongeait de Lyon (Lugdunum) à Genève (Genava), Nyon (Noviodunum), Lausanne (Lousonna), Orbe (Urba), alors halte militaire et entrepôt commercial d'importance, Yverdon (Eburodunum), et Avenches jusqu'au bord du Rhin. Partie intégrante de la préfecture des Gaules comprenant les parties romaines des Pays-Bas, de la Belgique, du Luxembourg, de l'Allemagne de l'Ouest, de l'Angleterre, de la France, de l'Espagne, du Portugal et d'une partie de l'Afrique du Nord, le pays de Vaud était soumis au puissant préfet résidant à Augusta Treverorum, actuellement Trèves en Allemagne. Cette immense préfecture romaine était divisée en dix-sept provinces, chacune sous l'autorité d'un gouverneur, celui du pays de Vaud résidant à Aventicum où se concentraient les administrations civile, financière, militaire et judiciaire.
La population du pays de Vaud, comme celles de toutes les provinces, étaient divisée en quatre classes : les sénateurs, les curiales, les hommes libres et les esclaves :
- La classe des sénateurs était composée des familles dont un membre avait été sénateur. Cette classe constituait la haute aristocratie.
- La classe des curiales rassemblait les propriétaires d'au moins vingt-cinq arpents, ils se devaient d'habiter en ville et de remplir les fonctions municipales. Soumise très tôt à des impôts écrasants, cette classe ne devait pas tarder à disparaître et à se fondre dans la classe des plébéiens.
- Les hommes libres comprenait les petits propriétaires des campagnes, les marchands et les artisans qui, devenus nombreux, formèrent des corporations.
- La classe des esclaves, eux-mêmes divisés en esclaves domestiques et esclaves ruraux.

Dans la fin du IIIe siècle les incursions des Alamans, bientôt suivis par d'autres tribus "barbares", contraignaient les populations à se déplacer vers le sud-ouest de l'Helvétie, dépeuplant le pays de Vaud et délaissant ses rares villes[réf. nécessaire]. Les romains devaient traiter avec ses peuples guerriers dont les Burgondes pour assurer leur sécurité[réf. souhaitée].

## Haut Moyen Âge

### Lepagus Waldensisdes Burgondes

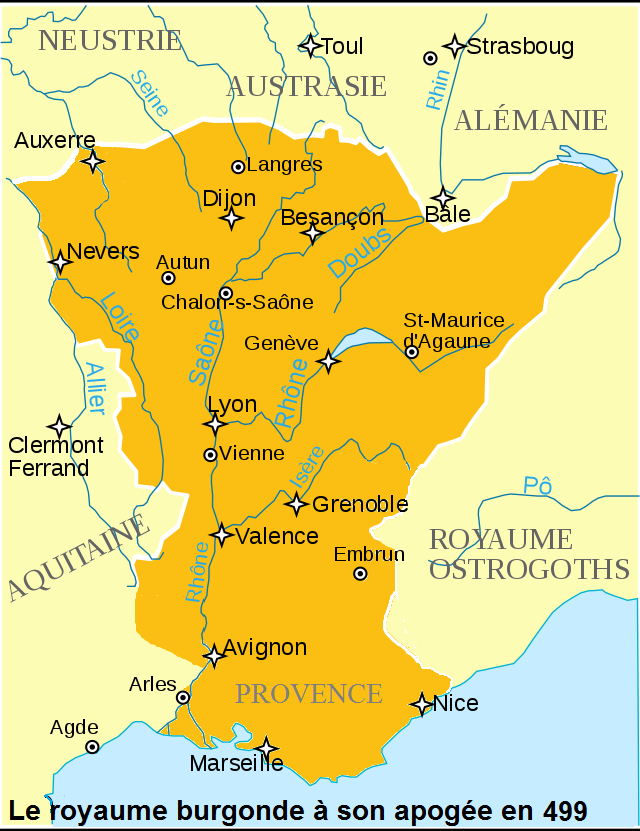
Royaume des Burgondes à son apogée en 499

C'est à partir de 443 qu'Aetius, général romain, favorisait le déplacement des "reliquiis Burgundiorum" (les débris du peuple Burgonde qui s'était révolté en 435 et avait tenté d'envahir la Belgique) vers les villes de Noviodunum et d'Aventicum. Il peuplait ainsi un territoire nommé Sapaudia (pays des sapins), cette population étant utile à Aetius pour sécuriser la frontière avec les Alamans, conglomérat hétérogène de populations nordiques. Les Burgondes serviront de troupes auxiliaires à l'armée romaine avec le statut de fédérés que régit le traité de fœdus utilisé entre Rome et un peuple étranger. Gondicaire et son fils Gondioc devenaient les premiers rois de cette contrée de 413 à 437. Le partage du pays de Vaud se faisait naturellement entre les populations locales surtout présentes dans les villes et les Burgondes qui préféraient le mode de vie rural. L'Helvétie se voyait divisée en Pagi (pays) eux-mêmes divisés en districts. Le Pagus Valdensis (Pays Vaudois) était donc divisé en trois districts : Pagus Ebrodunensis, Pagus Lausanensis et Pagus inter Albonam et Venobiam :
- Pagus Ebrodunensis : district d'Yverdon nommé ensuite le « Gros-de-Vaud », il s'étendait le long de la chaine du Jura et autour du lac de Neuchâtel jusqu'à la Venoge.
- Pagus Lausanensis : district de Lausanne, il comprenait les coteaux qui s'élèvent jusqu'au plateau du Jorat.
- Pagus inter Albonam et Venobiam : district d'Outre-Venoge, situé entre l'Aubonne et la Venoge, il se situait dès le lac jusqu'aux pentes du Jura.

Avec la chute de l'Empire romain vient le temps de l'indépendance du royaume Burgonde, ayant à sa tête Gondioc jusqu'en 473, année de sa mort. Son successeur Gondebaud, roi jusqu'en 516, qui s'efforçait d'unir les Gallo-Romains et les Burgondes, réussit ainsi à forger une entité commune à ces deux peuples. Aventicum ayant dépéri depuis 275, une nouvelle agglomération d'importance voyait le jour : Lausanne, qui se développait au bord du Léman sur le site de Lousonna, vicus gallo-romain érigé en 15 av. J.-C. dans l'actuel quartier de Vidy. Dans le même temps l'abbatiale de Romainmôtier était fondée par Romain de Condat et Lupicin de Lauconne. Childebert Ier, devenu roi des Francs puis rois des Burgondes, imposait la loi salique dans le royaume. Le pays de Vaud se voyait donc régi par trois codes, la loi Gombette, la loi Salique et le code Romain.
Après la mort de Clotaire Ier en 561, son fils Gontran hérite du royaume de Bourgogne et favorise l'essor de la ville d'Orbe sur les ruines de l'ancienne Urba cité d'importance pour les Verbigènes. Cette dernière devenait la première ville du Pagus Urbigenus et le siège d'un patrice. L'un d'eux, Waldelène maire du palais d’Austrasie à Metz en 581, était un grand propriétaire terrien d'Orbe descendant de la famille Waldelini originaire des montagnes du Jura, famille qui avait été maintenue dans sa fortune par les nouveaux maîtres du royaume. Il eut à combattre les Alamans sur le territoire d'Avenches et sera le dernier patrice originaire du pays. Il est remplacé par un gouverneur étranger à la province, ce qui a créé de fortes tensions entre le peuple burgonde et le pouvoir en place.

### De la Lotharingie au royaume de Bourgogne Transjurane
En 843, le traité de Verdun plaçait le pays de Vaud (qui comprenait aussi à cette époque le canton de Fribourg et celui de Neuchâtel) dans la Lotharingie. Ce dernier succédait à Conrad II de Bourgogne vainqueur du comte de Bourgogne-Transjurane Hucbert en 866. Après avoir marié sa sœur au duc Richard II de Bourgogne, son fils Rodolphe II traitait avec Bérenger Ier de Frioul, roi d'Italie, pour lui venir en aide face au roi de Germanie Arnulf de Carinthie. Ce dernier, craignant l'alliance des deux puissants souverains, entrait dans le pays de Vaud et affrontait Rodolphe Ier dans la plaine de Bex, la contrée sortait ruinée de cette épreuve.

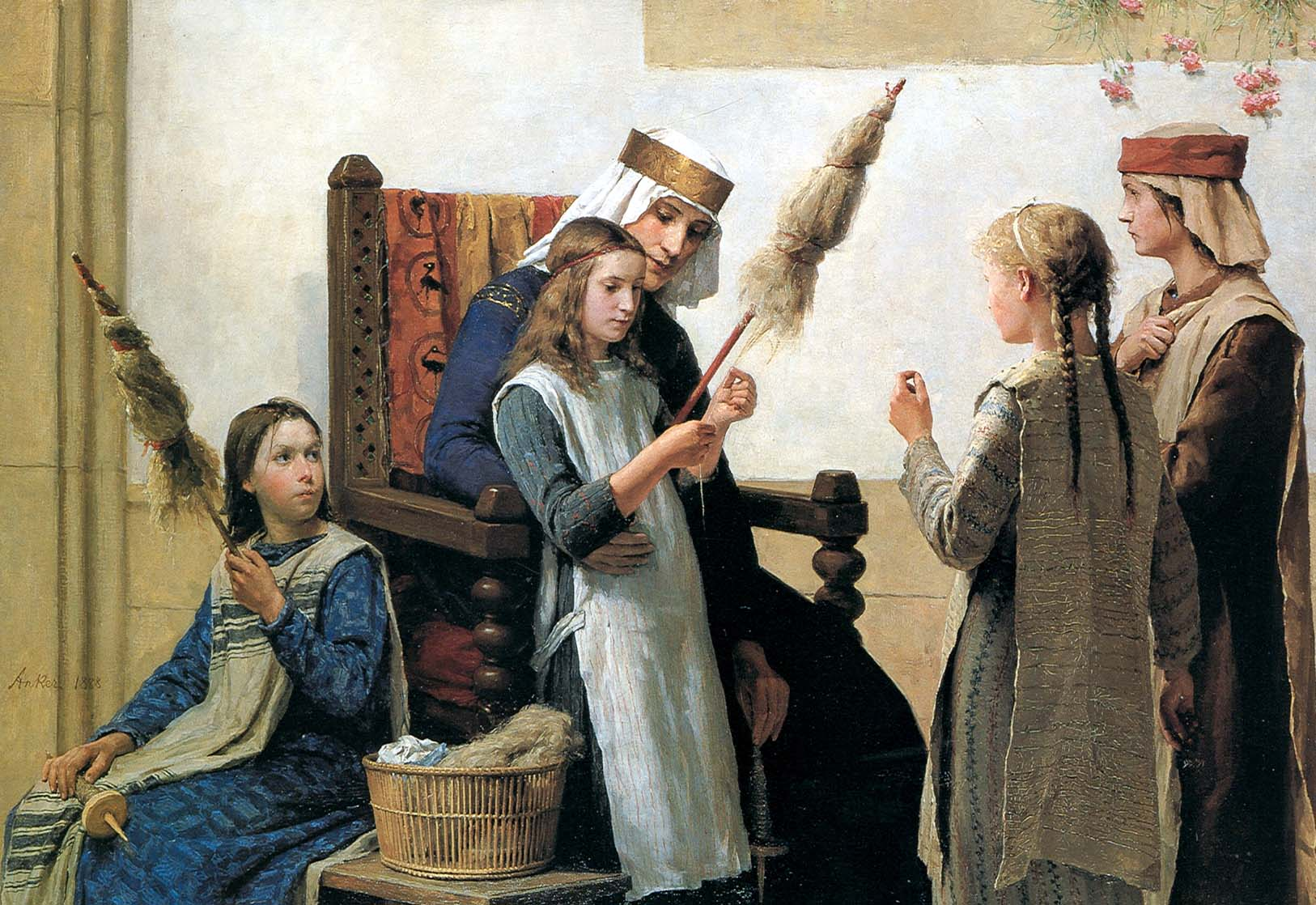
Berthe de Souabe, par Albert Anker, 1888

Rodolphe Ier de Bourgogne ne manquait pas de visiter ses territoires et d'y rendre la justice, c'est ainsi que lors d'un de ses déplacements à Corsier-sur-Vevey il rencontrait l'évêque de Lausanne Boson venu lui réclamer l'usage antique de la forêt des Râpes, située entre la ville de Lausanne et le bois de Sauvabelin, "pour y engraisser les porcs et pour en employer le bois à volonté au service et à l'utilité des églises de Dieu et des maisons qui lui appartiennent sans être tenue à ne rien payer au fisc…" ; une autre fois, toujours à Corsier-sur-Vevey, Boson réitérait la même demande pour la forêt de Dommartin nommée le Jorat de l'évêque. Berthe de Souabe, sa belle-fille, qui résidait le plus souvent dans son château de Colombier-sur-Morges et qui laissa le souvenir d'une sainte femme, favorisait elle aussi le clergé notamment en disposant une partie de ses biens en faveur de la future abbatiale de Payerne où son fils Conrad III de Bourgogne se fera ensevelir : "...moi Berthe, reine par la grâce de Dieu, sérieusement occupée de mon propre salut, et désirant y pourvoir pendant que je le peux, j'ai jugé convenable et même très nécessaire de faire servir une partie des biens qui m'ont été confiés pour un temps au profit de mon âme...Qu'il soit donc notoire...que pour l'amour de Dieu et du Sauveur Jésus-Christ, je donne de mes possessions propres à St. Pierre, à St. Jean, à St. Maurice, ainsi qu'à tous leurs compagnons et à tous les saints qui reposent dans le lieu nommé Payerne, et cela du consentement de mes fils le très-glorieux roi Conrad et le duc Rodolphe…". Ces donations étaient poursuivies par Conrad III de Bourgogne qui élevait à la dignité de comte de Vaud, en 1011, l'évêque de Lausanne : "Au nom de la Sainte et Indivisible Trinité, Rodolphe, par la clémence de Dieu roi très-pieux….nous donnons à Dieu et à Ste. Marie de Lausanne, et à l'évêque Henri, qui est le chef de cette église (Lausanne), le Comté De Vaud, tel qu'il est limité par les anciennes limites, avec toutes ses appartenances en censés, tributs, droits et usages…", puis il pourvoyait l'abbatiale de Romainmôtier : "Au nom de la Sainte et Indivisible Trinité, Rodolphe, roi par la grâce de Dieu, nous avons jugé utile et honorable d'acquiescer aux demandes de nos fidèles sujets. C'est pourquoi nous voulons qu'il soit notoire à tous les fidèles de l'Église de Dieu, que nous rendons à Dieu et à St. Pierre de Romainmôtier, situé au Comté de Vaud, la villa de Ferreyre, avec toutes ses dépendances ; dans la villa de Moiry un manse (quantité de terre que l'on peut cultiver avec deux bœufs dans le courant d'une année) ; à Orny deux manses ; à Éclépens un manse ; à Senarclens un manse ; à Glans un manse ; à Penthaz un manse et demi ; à Champvent à Ornens neuf manses ; à Gicz un manse ; à Fontaine deux lunares (quantité de terre qu'un homme peut cultiver pendant un mois lunaire) ; à Munnens un manse. Les recteurs du monastère de St.-Pierre de Romainmôtier auront en possession les choses désignées ci-dessus".

## Moyen Âge

### Le Pays de Vaud dans le Saint-Empire

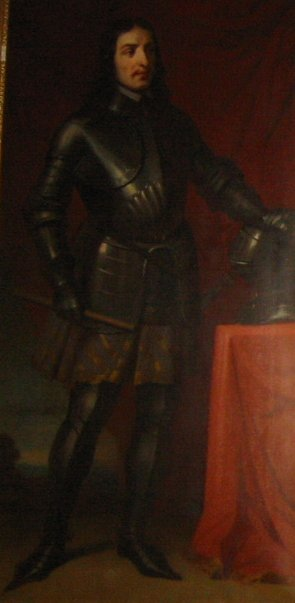
Renaud Ier de Bourgogne, peinture de la cathédrale Saint-Jean de Besançon.

Avec l'arrivée des Burgondes la propriété devenait 'bénéficiaire', c'est-à-dire octroyée à titre temporaire par le souverain et lui retournant à la mort du bénéficiaire, et 'allodiale' parce que dérivant d'un alleu (celui-ci pouvant être un franc alleu, dépourvu de toute obligation). Mais cette dernière particularité ne pouvait guère se maintenir dans une époque si tumultueuse qui obligeait les petits propriétaires, sujets libres par ailleurs, à trouver un protecteur puissant, laïque ou ecclésiastique, en échange du paiement d'une redevance. Peu à peu, les bénéfices devinrent héréditaires et portèrent le nom de fief.
Le caractère indépendant des Burgondes ne pouvait rester soumis à une autorité leur ayant retiré le pouvoir politique, petit à petit ils s'en affranchirent et aux droits civils, qu'ils tenaient de leurs fiefs, ils ajoutèrent les droits souverains, ce qui devait amener plusieurs d'entre eux à se livrer des guerres perpétuelles. 
C'est dans cet état que se trouvait le pays de Vaud lorsque Henri III du Saint-Empire, alors roi de Bourgogne et duc de Souabe, était interpellé, lors d'un synode à Constance en 1042, par les évêques mécontents de la liberté que prenaient les seigneurs. Ils se heurtaient en particulier à deux d'entre eux Renaud Ier, comte palatin de Bourgogne, et Gérold, comte de Genève qui menaient la noblesse de la Transjurane. Dans ce désordre fait de pillages, d'incendies et de dévastations, l'Église proclamait, non sans mal, la Trêve de Dieu dans le pays de Vaud en 1038 lors d'une assemblée à Lausanne. L'évêque Hugues, dit de Bourgogne, y ayant rassemblé au pied des trois collines de la ville au lieu-dit "Montriond (in monte rotundo qui est sub Lausanna)" le haut clergé et les seigneurs et chevaliers disposés à l'écouter.
Pour parfaire et consolider cette trêve, les grands vassaux instituaient un tribunal arbitral composé de seigneurs choisis dans l'assemblée de leurs pairs, nommés alors "principes laïcorum, primates". Deux chartes en font mention, l'une de la fin du XIe siècle est un plaid tenu à Orbe par Vaucher et Conon de Grandson, "principes provinciæ", l'autre en 1108 cite Amédée de Blonay et Boson d'Alinge comme "princes des laïques". Le successeur d'Henri III, Henri IV du Saint-Empire, était investi alors du duché de Souabe et nommé pour la première fois duc de Bourgogne par sa mère Agnès d'Aquitaine, dans la fin du XIe siècle il concédait à Pierre Ier de Savoie, alors comte de Maurienne, le Vieux-Chablais et l'avouerie du monastère Saint-Maurice d'Agaune, par cet acte il permettait l'ancrage de la maison de Savoie dans le pays de Vaud. Le nouveau duché de Bourgogne embrassait alors tous les pays situés depuis le Jura jusqu'à la Reuss. Rodolphe de Rheinfelden, vice-roi et duc de Souabe, recevait l'Helvétie avec le titre de recteur ou duc de Bourgogne et comte de Thurgovie, devant en cela régner sur les comtes de Vaud, de Genève, de Sion et du Chablais. Lors de l'expédition d'Henri IV, en compagnie de Burchard d'Oltigen, évêque de Lausanne qui avait rallié à lui les seigneurs du pays de Vaud, contre le pape Grégoire VII il se heurtait à Rodolphe de Rheinfelden partisan du souverain pontife.

### La principauté épiscopale de Lausanne
Dans les premiers temps du royaume burgonde, deux évêques siégeaient dans le pays de Vaud, l'un était à Nyon, ancienne colonie des Équestres de la Rome antique, et l'autre, Bubulcus, à Avenches, son successeur Marius devant déplacer en 581 son siège à Lausanne face aux poussées de l'Arianisme. Après la transition des Neuchâtel sur l'évêché de Lausanne, qui avait été investi du comté de Vaud par Rodolphe III de Bourgogne en 1015, en la personne de Conrad, fils d'Ulrich Ier de Neuchâtel, le pays de Vaud revenait à Guillaume II de Bourgogne qui devait mourir assassiné ainsi que son jeune fils. Dès lors le pays Vaudois était remis à Renaud III, et lorsque celui-ci voulut s'affranchir de l'Empereur du Saint-Empire germanique Conrad III de Hohenstaufen la diète le démit de son titre et le donnait à Conrad Ier de Zähringen en le nommant "recteur de la vice-royauté des provinces de la Bourgogne-Transjurane". Après le décès en 1152 des deux Conrad le royaume et le comté de Bourgogne revenait à Frédéric Barberousse.
Avec ces puissants seigneurs à la tête de ces terres, les évêques de Lausanne se sentaient dépouillés de leur pouvoir en tant que comte de Vaud, n'exerçant plus d'influence que sur la partie de leur diocèse appelé "Terre-de-l'évêché". Ces terres se composaient de Lausanne, Chailly, Belmont, Pully, Saint Sulpice, Chavannes, Crissier, Renens, Jouxtems, Mézery, Prilly, Cugy, Morrens, Bretigny, Lavaux, Lutry, Villette, Saint Saphorin, Corsier, Bulle, Albeuve, le Pays-de-Roche, Avenches, Lucens, Curtilles et Villarzel. Lausanne, placée donc sous l'autorité ecclésiastique, était construite sur une colline et entourée de murailles. La ville s'étendait dès le début de la rue "Cité-Dessous", le haut des rues Mercerie et Madeleine jusqu'aux portes fortifiées de Sainte-Maire, de Couvaloup et de Saint-Étienne. Le bourg qui enfermait, dès son origine, Saint-Pierre, la rue de Bourg et la Cheneau-de-Bourg, avait sa propre administration municipale, il s'étendait jusqu'à la rive gauche du Flon et était protégé par une enceinte fortifiée. Le quartier Saint-François abritait les vastes bâtiments du monastère des Cordeliers ainsi que son église. Saint-Laurent, Martheray et le Chêne étaient des faubourgs ruraux très peuplés. L'actuel quartier de la Caroline voyait s'élever l'ancien palais des rois de Bourgogne-Transjurane avant qu'il ne devienne le siège des avoués de l'empire puis la résidence de la cour de Savoie.
L'évêque exerçait donc un pouvoir souverain limité par les coutumes en usage qui furent répertoriées et consignées au XIIe siècle :
L'année suivante, en 1145, l'empereur Conrad III de Hohenstaufen confirmait la charte fixant l'autorité des évêques de Lausanne et faisait restituer les terres qui leur avait été retiré : "...en considération de l'interposition et des demandes d'Amédée, vénérable évêque de Lausanne, nous prenons sous notre patronage la dite église de Lausanne et ses possessions, nommément Morat, Lutry, Corbière, Corsier, Cubyzaca et Lugnores…nous lui donnons tout ce que le duc Rodolphe de Rheinfelden, proscrit et condamné par les lois divines et humaines dans sa vie et dans ses biens, possédaient en dessous de la Sarine, du Mont Saint-Bernard, du pont de Genève et au-dessous du Jura et des Alpes, avec toutes les appartenance…". Dix ans plus tard il nommait l'évêque Amédée de Clermont dit de Lausanne chancelier de l'empire.
Par ces actes l'empereur ne pouvait que susciter la jalousie des avoués qui tentèrent plusieurs fois d'empiéter sur les prérogatives de l'évêque. En 1156 le comte de Genevois, dans l'idée de s'emparer de Lausanne faisait fortifier son château de la Caroline, y construisait une tour et y installait une garnison. L'évêque réagissait bien vite en s'en emparant, mettant à bas la tour fraichement construite et en chassant les soldats. Afin de garantir sa sureté l'évêque se rapprochait de Berthold IV de Zähringen, recteur (duc) de l'Helvétie-Allemande et avoué-impérial, et concluait un traité avec son représentant. Ce que l'évêque n'avait pas prévu c'est que l'avoué-épiscopal tenterait de vendre l'avouerie à son suzerain, Berthold IV, sur la demande de celui-ci avide de récupérer les richesses des Terres-de-l'évêché. Le successeur d'Amédée de Clermont, Landri de Durnes, se voyait obligé de prendre des mesures énergiques pour protéger ses biens, il faisait construire le château de Lucens, celui de Puidoux et la tour d'Ouchy après avoir fait placer des garnisons et fortifier tous ses bourgs ainsi que la cité de Lausanne du côté de la Pallud, de la rue du Pré et de Couvaloup. Il allait falloir l'intervention de Conrad III de Hohenstaufen pour calmer les prétentions de Berthold IV de Zähringen et pour ce faire il transforma les charges d'avoués en titres honorifiques.

### Les seigneurs du Pays de Vaud

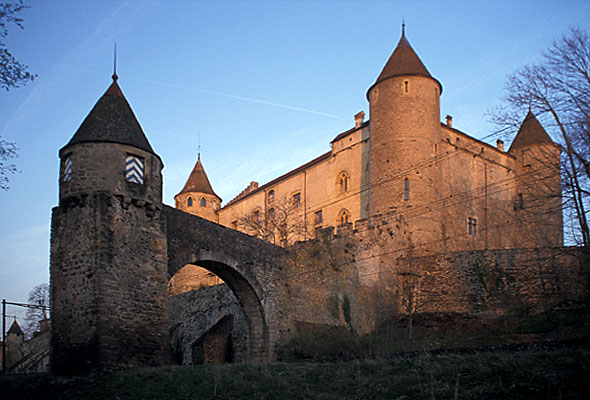
Le château de Grandson

Après la chute du royaume de Bourgogne-Transjurane en 1032, les seigneurs du Pays de Vaud s'attachèrent à relever directement de l'Empire et à contrer les tentatives de mainmise des princes de Rheinfeld et de Zähringen qui avaient la qualité de recteurs de Bourgogne. Les châteaux de Grandson, d'Orbe, de Blonay, de Cossonay et de La Sarraz dominaient le paysage et leurs seigneurs ne purent qu'approuver de voir l'empereur Frédéric Barberousse ceindre la couronne de Roi de Bourgogne et d'Arles le 30 juillet 1178. Seuls les seigneurs de Grandson et de La Sarraz avaient obtenu leurs titres de vassaux de l'Empire, aussi les autres se tournèrent-ils vers l'évêque de Lausanne afin, eux aussi, de se placer indirectement sous la protection de l'empereur ; pour quelques-uns ces mesures ne purent pas être appliquées du fait de l'enclavement de leurs terres dans celles de la maison de Zähringen, ainsi les Blonay, Estavayer, Montagny et Neuchâtel durent suivre les destinées des Zähringen.
À la fin du XIIe siècle le Pays de Vaud était relativement indépendant ne reconnaissant sur ses terres aucune autorité supérieure à la sienne. Devant ce fait, Berthold IV de Zähringen faisait édifier, sur les bords de la Sarine, la ville de Fribourg en 1157, du nom de la ville principale de ses États Fribourg-en-Brisgau. Dotée de terres considérables, qui prirent le nom d'"Anciennes Terres", elle était peuplée de colons venus de Souabe et du Brisgau et devenait la frontière entre deux peuples. Voyant d'un mauvais œil l'octroi des libertés qu'octroyait la charte, "Handfeste", que donnait Berthold IV à sa ville et plus encore la puissance ainsi affichée par ce prince, les seigneurs du Pays de Vaud tentèrent de détruire Fribourg avec à leurs têtes les moines du monastère de Payerne. Furieux, Berthold V marchait sur le Pays Vaudois en 1190 pour rencontrer les seigneurs romands dans la plaine entre Payerne et Avenches. Fort de son succès il prenait et brulait le château de Lucens avant de s'arrêter à Moudon de le faire fortifier et d'y construire la Tour-de-Broie. Ensuite il forçait les seigneurs vaudois à retourner dans leurs forteresses, il relevait les murailles d'Yverdon et construisait la ville et le château de Morges afin de tenir en respect celui de Vufflens, fief de l'église de Lausanne. À l'extinction de la famille des Zähringen la ville de Fribourg passait sous la domination des Kybourg et par le mariage, en 1218, d'Hartmann IV de Kybourg avec Marguerite, fille du comte Thomas Ier de Savoie, la paix revenait sur le Pays de Vaud. Ce comte signe le Traité de Burier du 3 juillet 1219 lui permettant d'acquérir la souveraineté immédiate sur Moudon et instituant de ce fait la présence de la Maison de Savoie dans le Pays de Vaud.
Avec l'aliénation des terres aux paysans, moyennant le paiement de redevances, des obligations de corvées, des dîmes et des cens, une classe d'hommes libres et propriétaires voyait le jour. Ils devaient se grouper en communauté et créer une magistrature communale composée d'"honnêtes-hommes". Ce XIIIe siècle voyait apparaitre un prince de la maison de Savoie en la personne de Pierre II de Savoie. Riche et reconnu, il était surnommé "le petit Charlemagne", il entreprenait la création d'une principauté dans l'Helvétie-Romande. Il devait profiter du tumulte qui suivit la succession de l'évêque de Lausanne Guillaume d'Ecublens décédé en 1229, pendant la vacance du siège épiscopal qui dura deux ans l'évêché était administré par Philippe Ier de Savoie. Le pape Grégoire IX nommait finalement évêque Boniface de Bruxelles, celui-ci, jouissant d'une réputation de sagesse et de justice, se lançait sur la voie des réformes et à un retour à une plus grande simplicité de vie ce qui ne manqua pas de mécontenter les chanoines. Lassé des intrigues qui se tramaient contre lui, jusqu'à un attentat organisé par les membres de son clergé, il démissionnait en 1239. Tenu, par le pape, de nommer un nouvel évêque le chapitre de Lausanne ne parvenait pas à s'entendre sur un choix entre Jean de Cossonay et Philippe Ier de Savoie. Afin d'imposer son favori le sire de Faucigny entrait en force à Lausanne se heurtant aux hommes d'armes du parti de Jean de Cossonay qui s'emparait du château épiscopal. Ces deux partis ne divisaient pas seulement le clergé mais aussi la cité dont les citoyens combattaient les habitants du bourg. Alors qu'un millier d'hommes, venant de Berne, de Morat et d'Avenches, venaient au secours des partisans de Jean de Cossonay, Pierre II de Savoie en réunissait six mille de son côté. Devant tant de carnages, de pillages et d'incendies une négociation s'ouvrit à Évian, Pierre II de Savoie sacrifiait la candidature de son frère et la paix, conclue en 1244, voyait monter sur le siège épiscopal Jean de Cossonay non sans quelques contreparties d'importance. Pierre II obtenait des droits sur plusieurs églises et territoires ainsi que l'hommage de vassalité de l'évêque, lui ouvrant ainsi la voie à l'acquisition de terres dans le pays vaudois. À partir de 1242 il achetait successivement les terres de Bioley-Magnoux, de Correvon, d'Oppens, du Vully, de Saint-Livres, du Pas-de-la-Tine, d'Yverdons, recevait l'hommage du comte de Gruyère, des seigneurs de Châtel-Saint-Denis, de la ville de Morat, acquérait les châtellenies de Rue, de la Tour-de-Peilz, de Corbières et de Pont-en-Ogo, les avoueries de Vevey et de Servion, et les châteaux de l'Île et de Saint-Pierre à Genève, de celui des Clées, de Belmont, d'Arconciel, d'Illens, de Commugny, de Vanel, de Joux, et la tour du château d'Oex. En peu d'année il devenait maître de la plupart des seigneuries du pays de Vaud et du Vieux-Chablais.
Parallèlement à ces développements, le Pays de Vaud voit également se développer la population et les pouvoirs urbains. Dans un mouvement sans doute commencé au Xe siècle, et qui se terminera de manière abrupte avec la peste de 1348, le pays de Vaud voit son territoire se couvrir de nombreuses nouvelles villes, fondées soit par l'évêché ou le chapitre de la cathédrale de Lausanne, soit par des seigneurs, soit par la Maison de Savoie à partir du XIIIe siècle. Ces fondations de villes neuves, de même que l'essor urbain, déboucheront sur la concession, par les différents seigneurs, de chartes de liberté et de franchises qui sont au fondement des pouvoirs communaux des bourgeoisies. 

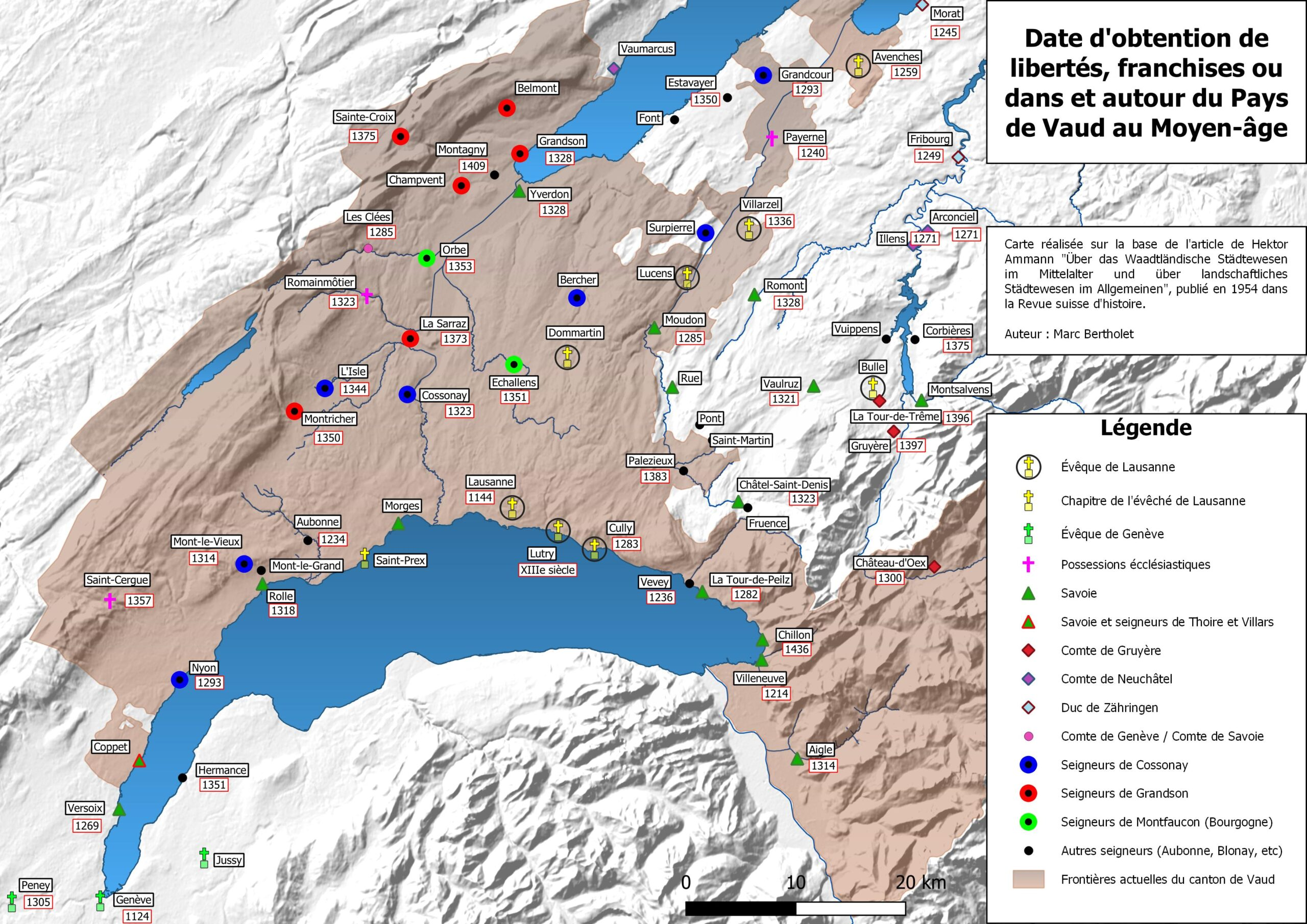
Dates d'obtention de franchises et de libertés par les communautés urbaines du Pays de Vaud. (Les frontières dessinées sont celles du canton de Vaud actuel, et non du Pays de Vaud médiéval).

### Le Pays de Vaud à l'époque de la maison de Savoie
Avec Pierre II de Savoie venait le temps d'un renouveau du pays vaudois. Après avoir réorganisé l'armée en se dotant d'un corps de mercenaires, en remplacement des hommes d'armes que devaient lui fournir ses vassaux en temps de guerre, il s'attelait à réorganiser et unifier ses États. Il nommait tout d'abord des baillis, avec les pouvoirs de gouverneurs militaire, à la tête de ses provinces elles-mêmes divisées en châtellenies avec à leurs têtes un officier, comtal ou princier, ayant le statut de commandant militaire des châteaux et de la nouvelle armée régulière ainsi que les pouvoirs de juge. Le Pays de Vaud voyait donc le bailli Hugues de Palézieux, originaire de la région, prendre ses fonctions en 1263. Ses successeurs furent recrutés eux aussi dans la noblesse vaudoise, c'est ainsi que les familles de Mont, de Montagny, d'Oron, de La Sarraz, de Blonay, de Colombier, de Cerjat, d'Estavayer, d'Aubonne et de Rovéréaz devaient toutes voir un de leurs membres accéder à cette haute fonction. La perception des impôts était aussi réformée, toutes les contributions, si variées que la perception en devenait difficile, furent en grande partie remplacées par un impôt fixe dont la toute nouvelle chambre des comptes, siégeant à Chambéry, en assurait le recouvrement avec l'aide de procureurs-fiscaux et de receveurs établis dans chaque province. Dans le pays vaudois ces derniers était fixés à Moudon, à partir de 1536 les comptes de la châtellenie de Moudon seront déposés à Turin, nouvelle capitale des États de Savoie. Toutes ces mesures semaient le germe d'un mécontentement dans les rangs de la noblesse vaudoise qui regrettait l'époque de son indépendance féodale, aussi celle-ci s'alliait au successeur d'Hermann de Kybourg, Rodolphe de Habsbourg, lorsque celui-ci leva des contestations sur l'héritage qu'Hermann avait laissé à sa veuve Marguerite de Savoie, fille de Thomas Ier de Savoie et entreprenait le siège du château de Chillon verrou du passage des Alpes, du Valais et de Chablais. La bonne fortune ne quittait pas Pierre II de Savoie qui reprenait la forteresse au terme d'un rude combat, s'emparait des châteaux des Clées, de l'Écluse et de Chamoson avant de s'avancer sur Fribourg. En novembre 1265 il entrait à Berne.
Philippe Ier de Savoie, frère de Pierre II, lui succédait en 1268 et devait à nouveau se heurter à Rodolphe de Habsbourg toujours au sujet de l'héritage d'Hermann de Kybourg mais aussi des anciens fiefs de la Maison de Zähringen. La première rencontre eut lieu en 1272 au château de Neuchâtel lorsque Philippe Ier vient au secours d'Henri de Neuchâtel et forçait Rodolphe à se retirer. L'année suivante, Rodolphe Ier du Saint-Empire, en recevant la couronne de Roi des Romains, renversait le cours de l'histoire en sa faveur et, fort de sa nouvelle puissance et de son investiture, entrainant derrière lui une noblesse nombreuse, entrait dans le Pays de Vaud. Le salut de la Maison de Savoie viendra d'Édouard Ier d'Angleterre, parent de Philippe Ier de Savoie, et du comte de Champvent qui permirent la conclusion d'un traité de paix entre les deux parties en 1283, une des clauses de ce traité autorisait Rodolphe Ier à nommer un avoué-impérial, Richard de Corbières, pour protéger les Terres de l'évêché. À la mort de Philippe Ier de Savoie en 1285, c'était son neveu Amédée V qui lui succédait, Louis Ier, frère d'Amédée V recevant la baronnie de Vaud nouvellement créée.
À la mort de Louis II sans postérité mâle, la baronnie revenait à sa fille Catherine de Savoie épouse de Guillaume Ier de Namur jusqu'à la majorité d'Amédée VI de Savoie qui faisait entrer la baronnie de Vaud dans l'administration de ses États. C'est sous le règne de ce comte que sont instituées les États de Vaud qui siègent régulièrement à Moudon. Ces assemblées étaient le lieu d’un dialogue entre le pouvoir et une représentation de l’ensemble des sujets. Forme embryonnaire de pouvoir démocratique, elles étaient appelées à consentir, conformément aux conceptions juridiques de l’époque, à certaines décisions, en particulier à voter d’éventuels impôts extraordinaires,. Les communautés de Vaud participèrent, aux côtés des armées d'Aoste, du Chablais et de celles des mercenaires Allemands, à la guerre qu'Amédée VI livrait contre le Valais. Après avoir réuni le Piémont à ses États Amédée VI confirmait à Moudon la charte qui devait devenir celle de tout le Pays de Vaud. La paix ne devait pas s'installer bien longtemps dans la contrée. En 1382, Amédée VII de Savoie, alors en expédition en Flandre à la bataille de Roosebeke, apprenait que les Valaisans tentaient des expéditions dans ses terres. Il ordonnait que Jean de Cervens dit du Vernay, maréchal de Savoie, et François de Pontverre, seigneur d'Aigremont, lèvent des troupes et marchent sur le Valais. La première rencontre des belligérants se situa au château d'Ardon qui devait céder après une lutte courageuse : "nulz d'Ardon ne demoura qui ne fust mort ou pris". De son côté Michel d'Andelot, le seigneur d'Orbe, le bailli Humbert de Colombier, Nicod de Blonay, Nicod de La Sarraz, le sire d'Aubonne, Guillaume de Grandson, le comte de Gruyère Rodolphe IV et son fils Raoul levaient les bannières du Pays de Vaud et se rangeaient aux côtés d'Amédée VII. Malgré un engagement violent, la ville de Sion résistait courageusement jusqu'à ce qu'Humbert de Collombier ne galvanise les troupes vaudoises et fribourgeoises permettant ainsi la prise de la ville et la destruction totale du château d'Ayent.
La mort d'Amédée VII de Savoie laissait le Pays de Vaud dans une grande inquiétude car Amédée VIII de Savoie, encore très jeune, laissait entrevoir une longue régence qui aurait bien du mal à contrer l'influence de plus en plus grande que prenait la maison de Bourgogne, mais aussi car des soupçons de mort par empoisonnement d'Amédée VII pesaient sur Othon III de Grandson. Ces graves accusations devaient aboutir au combat en champ clos de Gérard de Stavayé et d'Othon de Grandson. Cet évènement, ainsi que la mort à cette même époque d'un des derniers grands seigneurs du Pays Vaudois qu'était Louis de Cossonay, permettait la mainmise de la Maison de Savoie sur un grand nombre de fiefs de la région, ce qui fut bien accueilli des nobles et des bourgeois du Pays de Vaud qui, en devenant vassaux immédiats des comtes de Savoie, voyaient leur importance grandir et leurs droits augmenter par l'application des franchises qui avaient été accordées à Moudon. La même période voyait Bonne de Berry, épouse d'Amédée VII et Bonne de Bourbon épouse d'Amédée VI de Savoie se disputer la régence et c'était cette dernière qui l'emportait avec l'aval des états généraux de Chambéry.
Louis Ier de Savoie laissait le gouvernement de ses États à son épouse Anne de Chypre qui vient accompagnée d'une cour de seigneurs chypriotes. Ceux-ci, par leurs dépenses et leur avidité participeront à piller les États de Savoie dont le Pays de Vaud. Pour se racheter aux yeux de ses sujets, Anne organisait le mariage de sa fille Charlotte avec le dauphin Louis XI. Ce dernier, faute de pouvoir réclamer la dot de son épouse, s'emparait de plusieurs chefs-lieux du pays vaudois. Après la mort de Louis Ier c'était son fils Amédée IX de Savoie qui lui succédait et laissait le Pays de Vaud à son frère Jacques.

### La conquête du pays de Vaud par les confédérés suisses (1475)

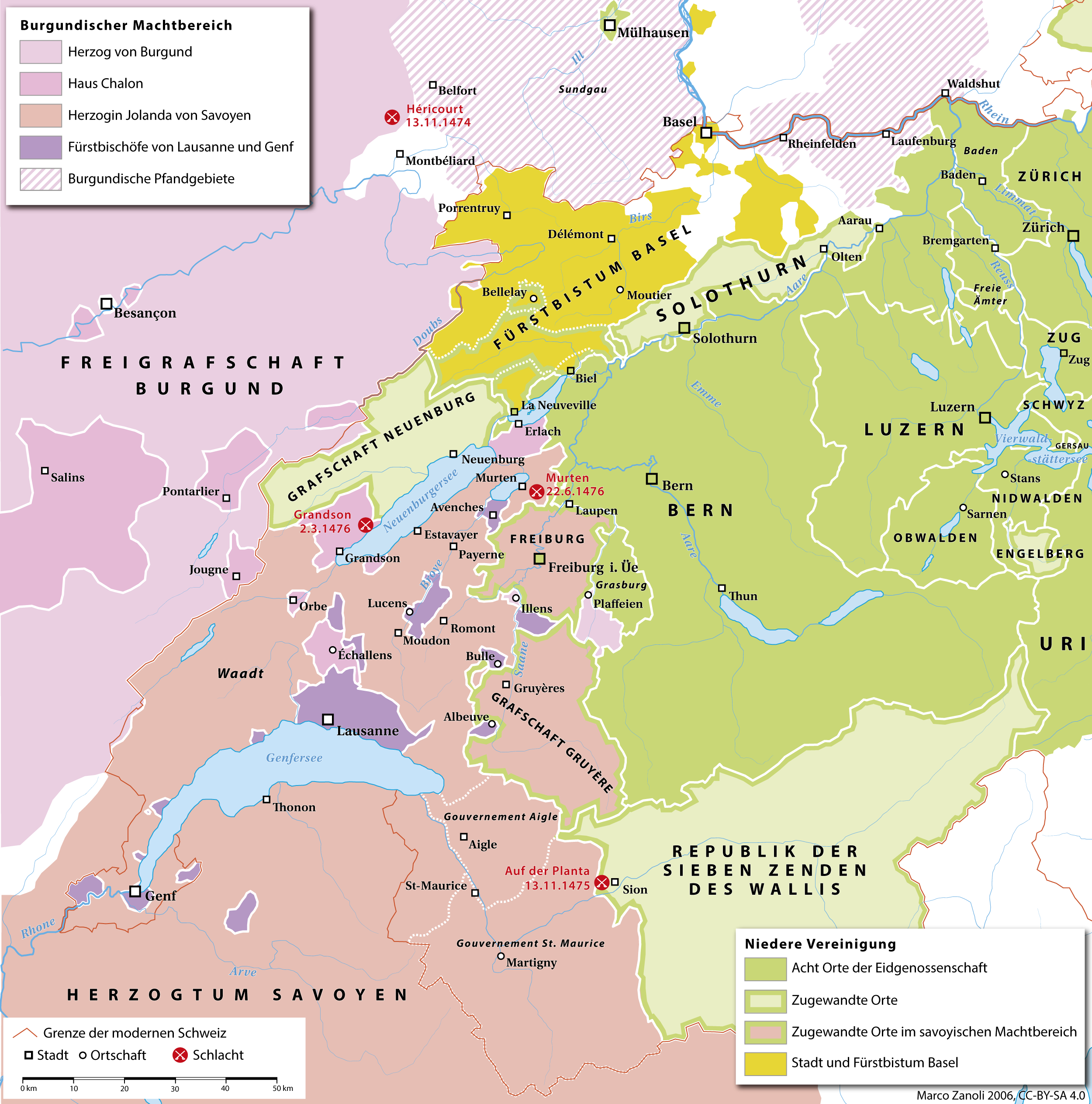
Le théâtre des guerres bourguignonnes en actuelle Suisse. Au sud-ouest le duché de Savoie (saumon), au nord-est le duché de Bourgogne (rose), à l'est la Confédération des VIII cantons (vert), avec principalement Berne, et les territoires des pays alliés et des combourgeoisies (vert clair) de Bienne, Erguël et La Neuveville (Évêché de Bâle : vert pistache entouré vert), Soleure, Valangin, Neuchâtel, Gruyère et Fribourg au centre (rouge entouré en vert), Mulhouse, ainsi que celle de principauté épiscopale de Sion et des dizains valaisans au sud, à l'ouest Genève (violet)

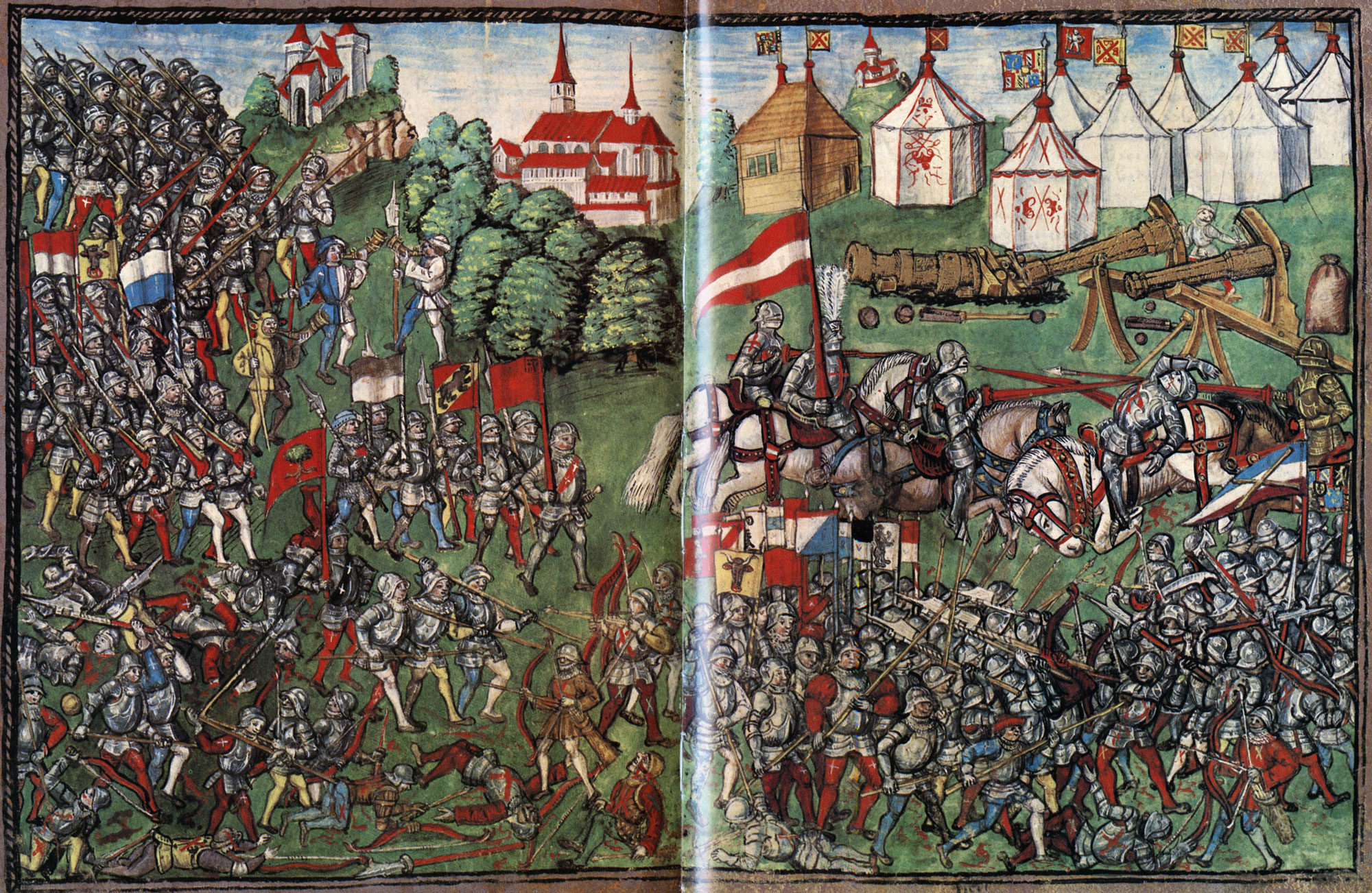
Représentation de la bataille de Grandson tirée de la chronique de Diebold Schilling.

Les premières années de règne de Jacques de Savoie s'annoncent favorables pour le pays. Les chartes de franchises sont renouvelées et Yverdon promise à un nouvel essor après un terrible incendie et des inondations. Mais lorsqu'éclate la guerre entre les États bourguignons de Charles le Téméraire et la Confédération des VIII cantons, Berne et Fribourg, avec le soutien de Lucerne, lancent des corps francs à l'assaut du Pays de Vaud, qu'ils conquièrent rapidement, au printemps et en automne 1475. Les premiers fief à en souffrir sont les possessions du comte de Chalon, soit le château de Grandson, puis ceux de Montagny-le-Corbe et de Champvent, puis la ville d'Orbe. Voyant au loin s'élever les fumées de l'incendie du château de Champvent, les bourgeois terrorisés de la ville présentent leur soumission à l'armée confédérée. Nicolas de Joux, commandant du château d'Orbe, refuse d'y adhérer faisant répondre « artillerie, poudre, plomb, rien ne manque, et ce qui vaut mieux encore, la résolution de mourir plutôt que de suivre l'exemple déshonorant de Grandson ». La garnison, forte de 400 hommes se retranche donc derrière les hautes murailles du château après avoir incendié les maisons proches pour empêcher les Confédérés de s'établir trop près de la forteresse. Voyant celle-ci résister aux assauts, les Bernois installent une couleuvrine en haut du clocher de la ville et ouvrent le feu tuant quinze hommes. En même temps les Confédérés réussissent à pénétrer dans l'enceinte par une porte et se précipitent à l'intérieur de la place. La garnison, repoussée dans les combles et les tourelles, vend chèrement sa vie. Nicolas de Joux, vingt-cinq gentilshommes et soixante soldats se retranchent dans le donjon et livrent les derniers combats. Orbe tombée, les Confédérés massacrent une partie des habitants de Jougne.

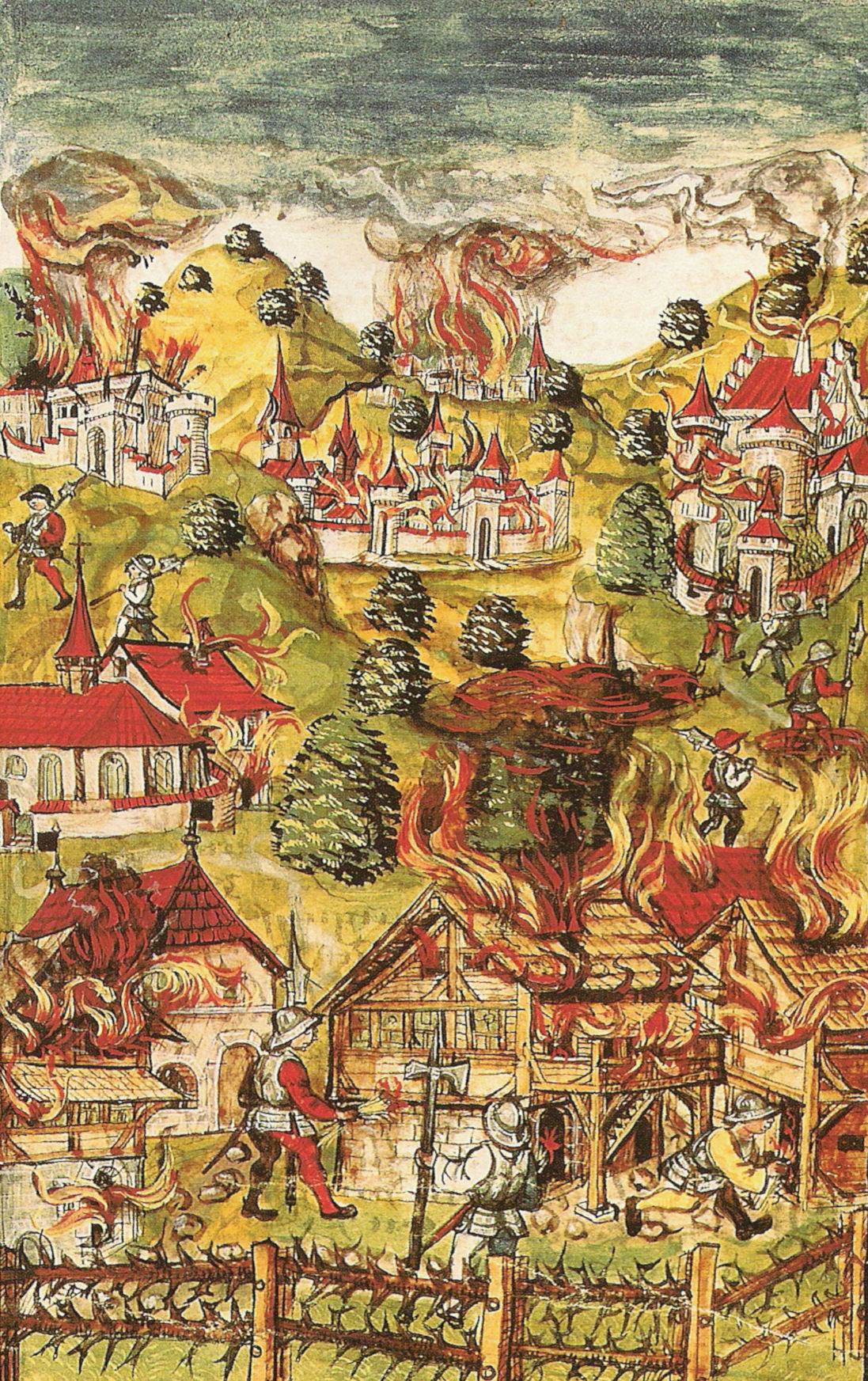
Le pays de Vaud dévasté par les troupes suisses par Diebold Schilling le Jeune

Tour à tour les villes vaudoises tombent devant les armées de Berne. Wabern, à la tête de la grande bannière de cette ville prend Morat le 22 juin 1476, puis Payerne, Cudrefin, Montagny et Grandcour. Forte de plus de dix mille hommes, l'armée des confédérés se tourne vers Estavayer défendue par le château de Chenaux et la Tour-de-Savoie, malgré leurs puissantes murailles ces places fortes tombent, « personne n'obtint merci, on fit la chasse de tous ceux qui se sauvaient, tout fut hâché et châplé, on voyait le bourreau de Berne, le glaive à la main, couper la tête aux blessés » ; les trois cents hommes de la garnison de Nyon qui défendaient la ville sont tous massacrés ainsi que mille trois cents bourgeois, Claude d'Estavayer est lui décapité. La ville prise, le pillage débute : « de Berne, de Fribourg, et même de Payerne et de Morat, par terre et par eau, avec des chars et des bateaux, on se rendit à la curée, tout fut pris et emmené ». Après quatre jours de massacres et de pillages, la ville est incendiée. Pierre de Blay, commandant la place d'Yverdon, se rend. Pierre de Cossonay, commandant le château des Clées, est décapité, avec ses soixante-dix derniers hommes, après avoir rendu un valeureux combat. Les châteaux de Jougne, de Sainte-Croix, de La Sarraz, de Cossonay tombent les uns après les autres. Le 27 octobre 1476, les troupes confédérées se dirigent sur Morges qui se rend sans combats.
Au printemps et en automne 1475, les confédérés se font maîtres de 16 villes et 43 châteaux, un grand nombre de villages et hameaux sont réduits en cendres. La population qui avait réussi à fuir s'est réfugiée dans les montagnes et les forêts, les champs et les vignobles sont laissés à l'abandon. La famine menace dangereusement le pays de Vaud. L'unité de cette contrée est ruinée, les Bernois conservent les quatre mandements d'Aigle, ainsi que, avec Fribourg, les bailliages communs de Grandson, Orbe-Échallens et Morat. Le traité de Fribourg impose « la condition expresse que la baronnie de Vaud ne sera plus détachée à l'avenir du duché de Savoie à titre d'apanage, et que le comte de Romont en demeurera perpétuellement exclu ».

## Temps modernes

### Traité entre le Pays de Vaud et Berne (1525)
Profitant de l'état de faiblesse du Pays de Vaud privé de ses puissants protecteurs, les villes de Berne, Fribourg et Soleure lui proposent en décembre 1525 un traité d'alliance qui lui garantit « des secours mutuels en hommes de guerre et des conférences de Marches à Payerne en cas de procès[pas clair] », ce traité étant valable pour cinq ans renouvelables sans limite. 
Les villes du pays vaudois s'affranchissent ainsi de la tutelle de l'évêque de Lausanne. 

### Réforme protestante et guerres de religion

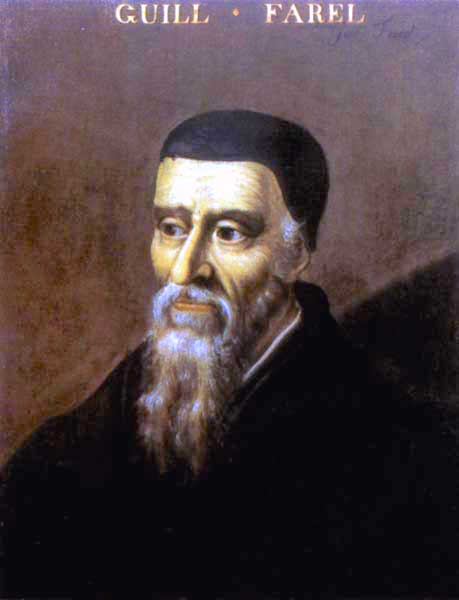
Guillaume Farel

Les années 1520 voient l'apparition de la réforme protestante (apparue en 1517 dans le Saint-Empire avec Martin Luther) dans la confédération des XIII cantons. 
Le bailli de Vaud, Aimé de Lullin, dénonce les réformateurs devant les États réunis à Moudon, qui décrétent « ... que nulle personne, de quelque état ou condition que ce soit, sujet de notre redouté seigneur le duc de Savoie, tant médiat qu'immédiat, ne doit avoir, acheter ou garder point de livres faits par Martin Luther, et si point s'en trouve, que le dit livre soit brûlé...Que nulle personne...ne doit parler en manière quelconque du dit Luther...Et ce sous peine d'être grièvement incarcéré trois jours durant, et, au bout de trois jours, de recevoir trois estrapades de corde, et cela publiquement, et doit payer, avant que de sortir de prison, les dépenses de sa détention. Et si celui qui aurait voulu soutenir et maintenir les fausses et décevables opinions…après avoir reçu les dites estrapades, s'il veut-être endurci et obstiné, qu'il doit être brûlé comme faux et déloyal hérétique avec son livre ».
Après les épisodes des guerres de Kappel (1529-1531), la contre-Réforme menée par la Compagnie de Jésus (créée en 1539) gagne peu à peu du terrain, obligeant les réformateurs, tel Guillaume Farel, à se tourner vers les Pays de Vaud, de Neuchâtel et de Genève[pas clair]. 
La réforme protestante s'installe à Berne et à Lausanne en 1536, à la suite d'une « dispute théologique » (appelée « dispute de Lausanne »), où s'affrontent Farel et les curés des quatre mandements. Berne adopte alors le protestantisme et publie son « édit de réformation ». En vertu de cet édit, Guillaume Farel se présente dans les villes du pays vaudois, mais est partout empêché de prêcher. Berne envoie alors Rodolphe Naegueli pour réprimer les opposants et les contraindre à obéir aux décrets de la ville. Naegueli interdit donc les réunions, destitue les magistrats communaux, proclame la déchéance des prêtres de l'Église catholique romaine qui sont bannis et s'empare des biens ecclésiastiques. 
Contraint à la fuite, l'évêque de Genève Pierre de La Baume rallie les nobles des pays de Gex et de Vaud à sa cause. Les seigneurs de Pontverre et de La Sarraz, le comte de Gruyère, le baron de Rolle, les seigneurs de la Bâtie, d'Aruffens, de Vufflens, du Rosay, d'Alaman, de Perroy, de Begnins, de Saint-Martin et de Goumoëns lèvent 4 000 hommes et s'assemblent au château de Sacconay-Bursinel. Les nobles vaudois mènent de nombreuses attaques de convois de vivres autour de Genève avant d'être chassés par les troupes de mercenaires bernois et fribourgeois qui rentrent chez eux après la signature de la paix des Dames entre Charles Quint et François Ier. Confrontés à des forces bien supérieures aux leurs, les députés du Valais proposent une médiation qui est acceptée et concrétisée par le traité de Saint-Julien (19 octobre 1530).
À la suite de la conquête du Pays de Vaud par les Bernois en 1536, le culte catholique a été interdit d'une manière générale sur tout ce territoire (à l’exception des paroisses d’Echallens, Assens et Bottens, qui appartenaient au bailliage commun avec Fribourg d'Orbe-Échallens). Mais pour des raisons politiques également, l'interdiction de la messe est effective déjà depuis 1528 dans le gouvernement d'Aigle. La messe a été supprimée à Ollon le 2 mars 1528.

### Le gouvernement bernois dans le pays de Vaud

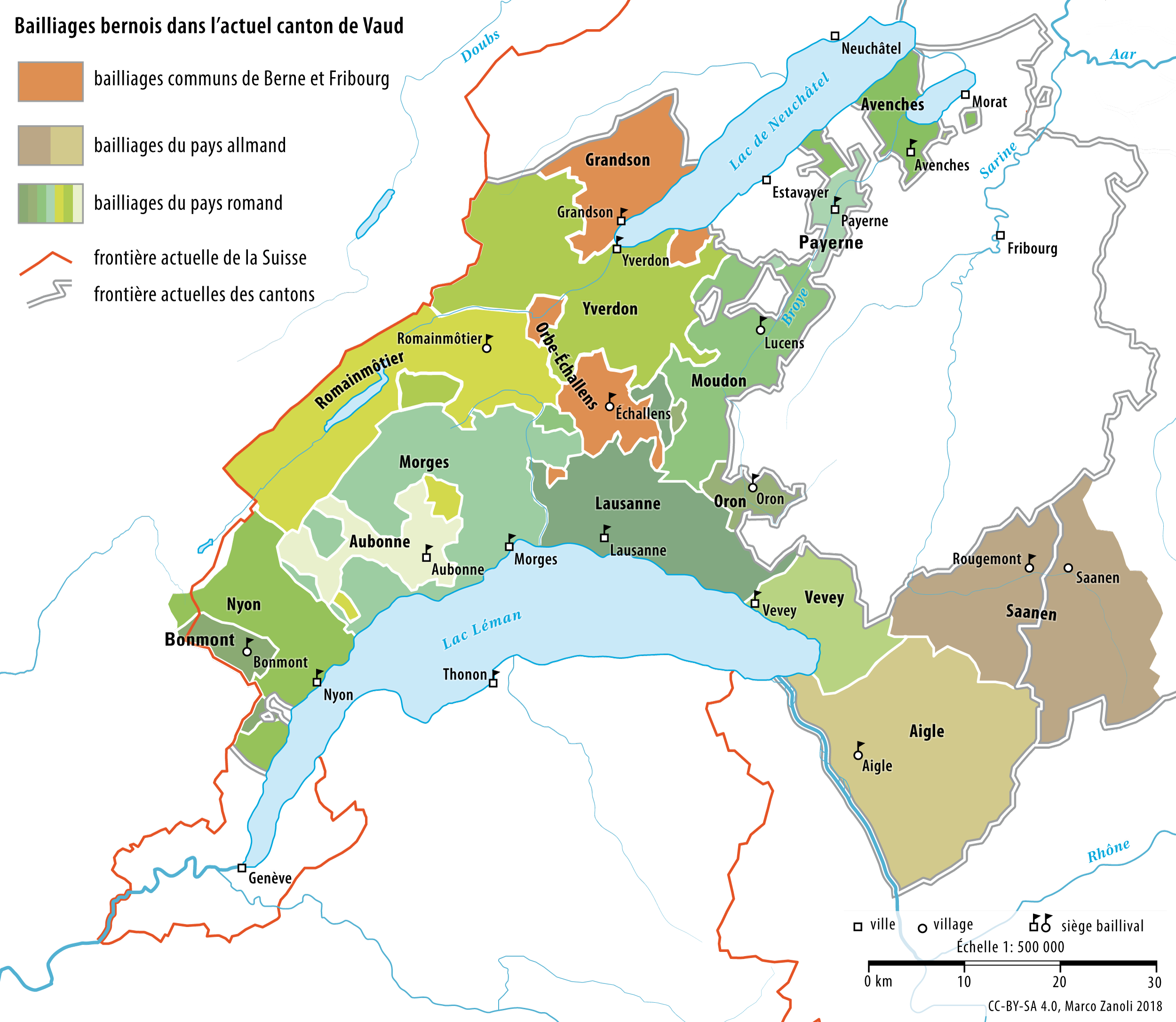
Carte des bailliages bernois au XVIII dans l'actuel canton de Vaud

Les années suivantes sont une période de troubles pour le pays vaudois. Charles III de Savoie, en 1532, entreprend une visite de ses états en commençant par se rendre au château de Chillon, puis à Vevey. Le 6 juin il convoque les états de Vaud à Morges où il fait part de son projet de rassembler une armée afin de reprendre Genève. Berne, avertie de ce projet, rappelle au Pays de Vaud le traité de Saint-Julien, mais malgré cet avertissement la noblesse vaudoise réalise le blocus de Genève. Elle s'est réunie en une ligue nommée Confrérie de la Cuillère, cet ustensile rappelant un banquet lors duquel l'un d'eux s'écria "aussi vrai que je la tiens, nous avalerons Genève". Le duc de Savoie, qui échoue en 1536 à s'emparer de Genève, qui à cette occasion proclame la réformation, son indépendance et la république, est chassé du Pays de Vaud par les Bernois, les Fribourgeois et les Valaisans. Toutefois, certains des territoires conquis à cette occasion, tels que le Chablais français et la rive sud du lac Léman seront rendus par la suite, fixant ainsi les frontières du pays.
Forte de ses succès, Berne renforce les garnisons des places fortes du pays vaudois, chasse l'évêque de Lausanne Sébastien de Montfalcon et ordonne à Naegueli de s'emparer du château de Chillon. Ceci fait, elle supprime le bailli de Vaud ainsi que tous les hauts fonctionnaires et les autorités épiscopales, impose une "rançon du pays" sur Vaud, Gex et le Chablais et divise ses nouvelles provinces en plusieurs bailliages : Yverdon, Moudon, Lausanne, Avenches, Chillon, Thonon, Ternier et Gex. Loin de renoncer à ses prétentions sur ses terres de Vaud, le prince Emmanuel-Philibert de Savoie en prépare la reconquête. Aussi toute la contrée se prépare à la guerre. À Lausanne le bourgmaître Henri de Praroman "fait tenir prêts les soldats de la ville, fait placer une garnison aux châteaux de Lausanne et d'Ouchy, interdit la traversée du lac aux étrangers et surveiller les gens de passage dans les auberges de la ville". Devant ce déploiement de préparatifs et la résolution prise par les cantons pour garder leur indépendance, le prince de Savoie propose l'ouverture de négociations à Nyon. Celles-ci débutent le 30 avril 1564 sur les bases suivantes : "Les sujets des terres rendues au duc de Savoie demeureront en pleine et paisible possession et libre exercice de la religion que LL.EE. de Berne y ont établie. Genève recevra une assurance parfaite pour sa liberté et son indépendance. Le duc de Savoie n'entreprendra jamais des hostilités contre Genève, ni par lui, ni par les siens, ni ne permettra à d'autres d'en entreprendre. Trois territoires seront rendus à la Savoie, savoir : les bailliages de Gex, de Ternier et de Thonon".
Ayant obtenu ce qu'elle désirait du traité, la ville de Berne n'en est pas moins tenue de verser trente mille écus d'or au duc de Savoie. Le conseil réunit alors les députés des villes à Payerne le 8 avril 1570. Les baillis convoquent les délégués des cités ainsi que les seigneurs pour procéder à la nomination de quatre députés par bailliage. C'est aussi l'occasion pour le Pays de Vaud de faire rédiger ses coutumes à l'aide de ses anciennes chartes. Ce travail est confié à Pierre Quisard qui prend comme base l'antique charte de Moudon de 1359 (voir le chapitre "La maison de Savoie"). Il en résulte un acte, nommé "Coutumier de Moudon, lois et statuts du Pays de Vaud" qui revoit et confirme le droit féodal des seigneurs en les obligeant à la "fidélité" et au "service de guerre" envers Berne, garantit à Lausanne son "Plaict-Général" hérité des anciens Rois de Bourgogne et octroie aux antiques Terres de l'évêché, ainsi qu'à d'autres anciens bailliages, la conservation de leurs coutumes particulières. Cette diversité de lois est la cause de l'empêchement d'une unité nationale qui devait favoriser la bourgeoisie de Berne sur le Pays de Vaud.
Depuis l'adoption du traité de Lausanne, le pays vaudois connait enfin une paix tant attendue et se voit repeupler de familles françaises qui fuyaient les persécutions et les guerres religieuses. Emmanuel-Philibert avait renoncé à ses prétentions sur Genève et la baronnie de Vaud. Cette nouvelle ère voit la création d'assemblées nationales dans le pays vaudois, nommées "Journées de Marche", ou "Assemblées des quatre villes ducales", mais aussi "Assemblées des bonnes villes", "Assemblées des villes et de la noblesse", ou encore "Assemblées du Pays de Vaud", ces assemblées jettent les bases de la constitution des États de Vaud. Au début des années 1590 les députés et la noblesse ont eu plusieurs fois l'occasion de se réunir à Lausanne, aussi finissent-ils par officialiser ces rencontres et à les organiser : "Les seigneurs députés des villes auront à s'assembler tous les ans une fois, en une et chaque ville alternativement, pour traiter et aviser que désordre ne se fasse au Pays, et pour conférer des choses tendant à l'honneur et gloire de Dieu, au contentement de nos seigneurs, au bien et au profit de la Patrie, soit dans les temps de paix ou de guerre", ceci fait les États envoyèrent des représentations à Berne et à Lausanne. Voyant d'un mauvais œil cet esprit de liberté qui soufflait sur la baronnie, les conseils de Berne n'auront de cesse d'essayer de soumettre les États de Vaud, ce qu'ils réussissent à faire, détruisant leur possibilité d'indépendance. Une dernière fois, en 1723, une tentative d'autonomie est entreprise par Abraham Davel qui échouera lui aussi.

## Période de la Révolution et de l'Empire

### La révolution vaudoise

Blason du canton de Vaud.

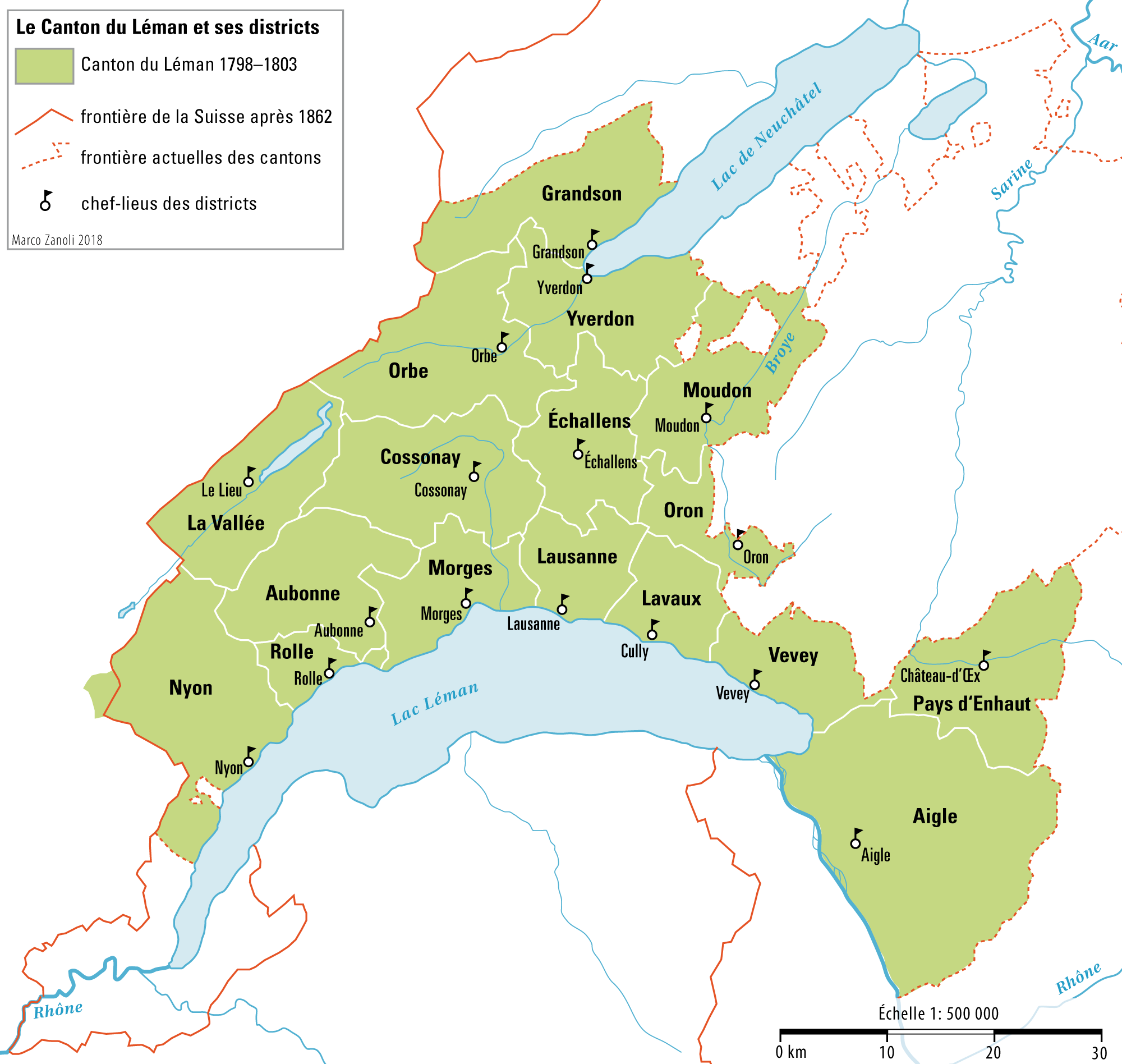
Carte du canton du Léman et ses districts 1798–1803

Les puissantes familles seigneuriales du canton de Vaud disparaissaient les unes après les autres. Privés de ressources, leurs derniers représentants s'appauvrissaient, ce qui ne manquait pas d'intéresser de riches étrangers qui voyaient là un moyen de faire fructifier leurs fortunes en achetant des fiefs nobles. C'est ainsi que la baronnie de Coppet était vendue au banquier Necker, celle d'Allaman à un marchand genevois, celle de Grandson à un teinturier. Ces ventes sont facilitées par l'abolition en 1748 par les autorités bernoises du "droit de cape" qui taxait les acquéreurs non nobles d'un fief. Cette époque était un renouveau pour le Pays de Vaud qui, comme partout en Europe, voyait éclore un vivier d'érudits et de savants. La Société Économique de Lausanne, celle du Vevey, celle d'Yverdon, celle de Nyon et celle de Payerne voyaient le jour, travaillant sur les questions de l'agriculture. Bientôt elles seraient remplacées, en 1783, par la Société des Sciences Physiques de Lausanne fondée par Jean-François Verdeil (docteur en médecine), Gregor Kyrillowitsch (naturaliste), Berthoud Van Berchem et son fils, Struve (professeur de chimie), François (professeur de physique) et Reynier (botaniste).
Les travaux de l'école philosophique de Jean-Pierre de Crousaz, les ouvrages historiques de Ruchat, les recherches des économistes Bertrand, Bourgeois et de Cheseaux, les publications des sociétés scientifiques et littéraires, tout cela contribuait à l'éclosion d'un esprit de découverte et de curiosité dans le Pays de Vaud et semait le germe d'un esprit révolutionnaire avide de l'indépendance de la contrée. Cette rébellion était alimentée par Berne qui cherchait à étouffer les sentiments nationalistes vaudois en isolant les différents bailliages. L'esprit révolutionnaire qui soufflait sur la France à cette époque ne pouvait s'arrêter aux frontières, Berne tentait bien de contrôler l'information en demandant aux baillis, par des circulaires d'août, de septembre et de décembre 1789, de surveiller la presse et de chercher à découvrir l'auteur des passages révolutionnaires, des écrits séditieux étaient publiés, tels celui des "Lettres de Philantropus sur une révolution arrivée dans le canton de Berne" : "Parmi les oligarchies de la Suisse qui ont été menacées d'une chute complète, aucune n'a essuyé un coup plus terrible que celle de Berne, dont le territoire a été divisé en trois ligues, savoir : la ligue de l'Argau, chef-lieu Berne ; la ligue de l'Oberland, chef-lieu Thoune ; la ligue Lémanique, ou Vaudoise, qui comprend le Pays de Vaud, Bernois et Fribourgeois, les communes françaises de Sanen et le gouvernement d'Aigle, chef-lieu Moudon, jadis lieu d'assemblée des États de Vaud". Malgré les menaces de Berne, les Abbayes de l'arc fêtaient, le 14 juillet 1790, la prise de la Bastille ; ainsi d'abord à Rolle (1790), puis également à Lausanne (1791), à Ouchy, un banquet regroupait les patriotes autour d'une tribune où trônait un chapeau de Guillaume Tell, des toasts étaient portés dans une coupe gravée de la devise "liberté, égalité, fraternité". Un vent de révolte soufflait depuis le Bas-Valais obligeant Berne à déployer un imposant dispositif militaire et à interdire toutes célébrations d’événements étrangers. Une émeute avait eu lieu à Monthey le 18 septembre 1790, après la fuite des châtelains tout le pays arborait la cocarde tricolore des révolutionnaires français et on plantait des "arbres de la liberté".
Il fallait attendre 1797 pour que des exilés vaudois installés à Paris présentent une réclamation au Directoire demandant que la France, par le traité de Lausanne de 1564, garantisse les privilèges de Vaudois et exige le rétablissement des États de Vaud. Le 18 novembre 1797 le Directoire accédait à leur demande et le 28 décembre il accordait la protection officielle de la France pour le Pays de Vaud assortie d'une menace d'intervention militaire contre quiconque s'y attaquerait. Aussitôt se mettait sur pied à Lausanne un comité révolutionnaire, le « Comité de réunion », qui siégeait au cercle des jeunes négociants de la place de la Palud, qui instituait un Comité de Surveillance et Militaire et adoptait la cocarde Verte et le drapeau vert brodé de la devise "République Lémanique ; Liberté, Égalité". L'assemblée des députés des villes, de son côté, se constituait en "Assemblée représentative provisoire du Pays de Vaud" et le 24 janvier 1798 le président de l'assemblée Henri Monod ratifiait la déclaration d'indépendance vis-à-vis de Berne. Celle-ci répliquait en levant trois cents chevaux d'artillerie ainsi que des troupes et la "sortie de quarante-huit pièces d'artillerie et de cinquante chars de munitions". Partout les Comités mettaient sur pied des troupes composées de citoyens et s'emparaient des forteresses de leurs circonscriptions. L'entrée imminente des troupes françaises dans la baronnie rassuraient les vaudois : "Les Représentants du Pays de Vaud n'attendront pas pour vous témoigner leur reconnaissance, dont vous couvrez le berceau de notre Liberté, qu'il ne soit entouré que des soins tranquilles et des plaisirs de la paix. C'est dans ce moment de sollicitude, où se découvre à leurs yeux cette carrière imposante des travaux de notre régenération, où l'importance de leur mission pèse sur eux de tout son poids, qu'ils trouvent au fond de leurs cœurs le besoin de vous dire combien eux et leurs commettants sont touchés de vos bienfaits…". Pour leur faciliter leur passage des dépôts de vivres sont préparés à Coppet, Payerne et Yverdon et un pont de bateaux était construit près de Villeneuve. Le général Antoine-Guillaume Rampon, à la tête de ses troupes, arrivait à Ouchy le 28 janvier 1798, une partie de la brigade se dirigeait vers Lausanne tandis que l'autre marchait sur Villeneuve. Le 29 Rampon se dirigeait en direction de Moudon, le 30 il occupait Avenches, "Le 27, à deux heures du matin, les bernois, au nombre de neuf cents hommes et vingt pièces d'artillerie, se retirèrent sans tambours ni trompettes. À sept heures nous avions tous la cocarde verte. À neuf heures, nos Comités étaient organisés, et, à midi, nos députés partaient pour l'Assemblée. Le 28, deux mille hommes, sous les ordres du citoyen Debons, arrivaient, et, le 30, nos braves défenseurs de l'armée d'Italie, entraient dans notre ville".
La "République lémanique" avait tout à faire, s'assurer de l'adhésion de ses voisins à sa cause pour empêcher la contre-attaque de Berne, rassurer les autorités ecclésiastiques effrayées par cet esprit révolutionnaire, subvenir aux besoins de douze mille hommes de troupes français et de cinq mille volontaires vaudois et organiser tous les services des administrations. Pour ce faire l'Assemblée se divisait en treize Comités et de ses travaux était publié le 5 février la déclaration suivante :

« L'impatience générale va se calmer enfin. Tous les vœux tendaient à avoir une constitution sage, ferme, mais libre, assurant le bonheur du peuple et consacrant ses droits. Citoyens ! ce moment approche. Vos députés s'occupent chaque jour des Assemblées Primaires et du mode de leur convocation. À chaque séance, ils ajoutent quelque article au décret qui sera bientôt publié. En attendant ce décret, nous vous annonçons :
- Il y aura une Assemblée Constituante Nationale. Elle sera convoquée dans le plus bref délai. Elle aura charge et pouvoir d'arrêter une Constitution, fondée sur les bases de la Liberté et de l'Égalité.
- Tous les bourgeois de Berne, de Fribourg et du Haut-Valais sont exclus du droit de voter et d'être élus dans les prochaines assemblées primaires, sans préjudice a ce qui sera prononcé a leur égard par l'Assemblée Constituante.

Peuple ! reste donc calme. Tu vois que ton bonheur n'est pas continuellement ajourne. Reste digne de la Liberté, dont tu arbores, aujourd'hui, la riante bannière. Chancellerie Du Pays De Vaud. »

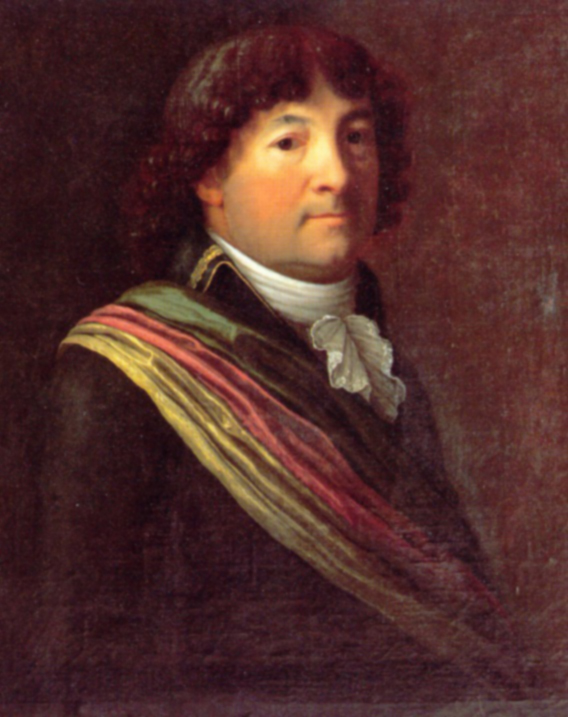
Pierre Ochs

Le 9 février, l'Assemblée recevait une proposition d'une Constitution Helvétique rédigée à paris par le bâlois Pierre Ochs et en signait l'acte d'adhésion : "Les membres de l'Assemblée Représentative du Pays de Vaud, après avoir mûrement examiné un projet de Constitution Helvétique, imprimé en langue allemande, italienne et française, dont un double, signé par le citoyen Président et les Secrétaires, déposé dans les archives, ont émis leur vœu individuel sur ce projet, en prononçant unanimement, et de la manière la plus énergique, leur adhésion pure, simple et entière à cette Constitution, attendant de son exécution l'accomplissement des désirs de tous les bons citoyens, et le bonheur de la patrie". Lausanne devenait la capitale du nouveau canton du Léman puis, en 1803, du nouveau canton de Vaud.
Pour pallier toute réaction de Berne, le général Guillaume Marie-Anne Brune était placé à la tête des troupes de l'armée d'Helvétie et l'assemblée provisoire publiait un décret ordonnant la réorganisation des milices : "La Troupe Active est composée de volontaires non mariés et libres des engagements qui s'accordent peu avec la vie du soldat. La Troupe Sédentaire est composée du reste des citoyens, et surtout des pères de famille, à qui la vie domestique est précieuse et aussi nécessaire à leurs intérêts qu'à ceux de la patrie qu'ils nourrissent, et dont ils multiplient les défenseurs. Quatre mille soldats, volontairement enrégimentés, formeront la Troupe Active, qui restera en permanence et sera soldée comme les troupes de ligne". Dans le même temps le sénat Bernois levait des troupes et créait la "Légion Romande", composée de volontaires vaudois, sous le commandement de Rovéréa. Cette armée était intégrée aux vingt-cinq mille hommes du général Charles Louis d'Erlach qui avait fait son quartier-général à Payerne. Celui-ci avait partagé ses troupes en trois divisions, une sous les ordres d'Andermatt occupait l'espace entre Fribourg et le lac de Morat dont la Légion Romande formait les avant-postes dans le Vully, la seconde division commandée par Graffenried campait entre Buren et la Thielle, enfin la dernière dirigée par Watteville couvrait Soleure. À cela s'ajoutait un corps de deux mille chasseurs installé entre Gessenay et la vallée des Ormonts ainsi que quatre mille hommes constitués en réserve et des troupes à Fribourg et Soleure. Ces deux dernières villes devaient tomber entre les mains de l'armée d'Helvétie le 2 mars 1798 sonnant ainsi la débandade d'une partie des volontaires vaudois dans les troupes de Berne, seule la division de Watteville opérait une retraite en ordre. Le 4 mars, la brigade Rampon canonnait Laupen et Guminen et la ville de Berne capitulait. Le 5 mars les Ormonts se rendaient après de rudes combats.
Forts de ses victoires, Guillaume Marie-Anne Brune voulait former trois républiques indépendantes : la République Rhodanique, comprenant le Pays de Vaud, la République du Tellgau et la République d'Helvétie. Cette idée était rejetée et le 28 mars 1798 voyait la naissance de la République helvétique. Pendant ces faits les Électeurs du Pays de Vaud, nommés au suffrage universel et assemblés à Lausanne, présentaient les membres des différentes chambres : la Chambre Administrative, le Sénat, le Grand-Conseil, le Tribunal suprême et le Tribunal du Canton. Pierre-Maurice Glayre était nommé Préfet du Léman et Henri Monod était président de la Chambre Administrative.

### Le pays de Vaud de 1798 à 1814
Par l'Acte de médiation, que Napoléon Bonaparte donnait à la Suisse le 19 février 1803, le canton de Berne se voyait définitivement amputé des nouveaux cantons de Vaud et d'Argovie. Napoléon avait fait une affaire personnelle du détachement du Pays de Vaud de l'influence de Berne : "Ceci est mon sang, Le soleil retournera plutôt de l'Occident à l'Orient que le Pays de Vaud à Berne. Sachez bien cela et tenez-vous pour averti" disait-il à Alois von Reding alors Landaman du gouvernement cantonal, il ajoutait plus tard "Dès la première fois que je passai par la Suisse pour me rendre au Congrès de Rastatt, j'ai voulu séparer le canton de Vaud de Berne pour en faire un canton à part. Cela convenait à la France pour toutes sortes de raisons…".

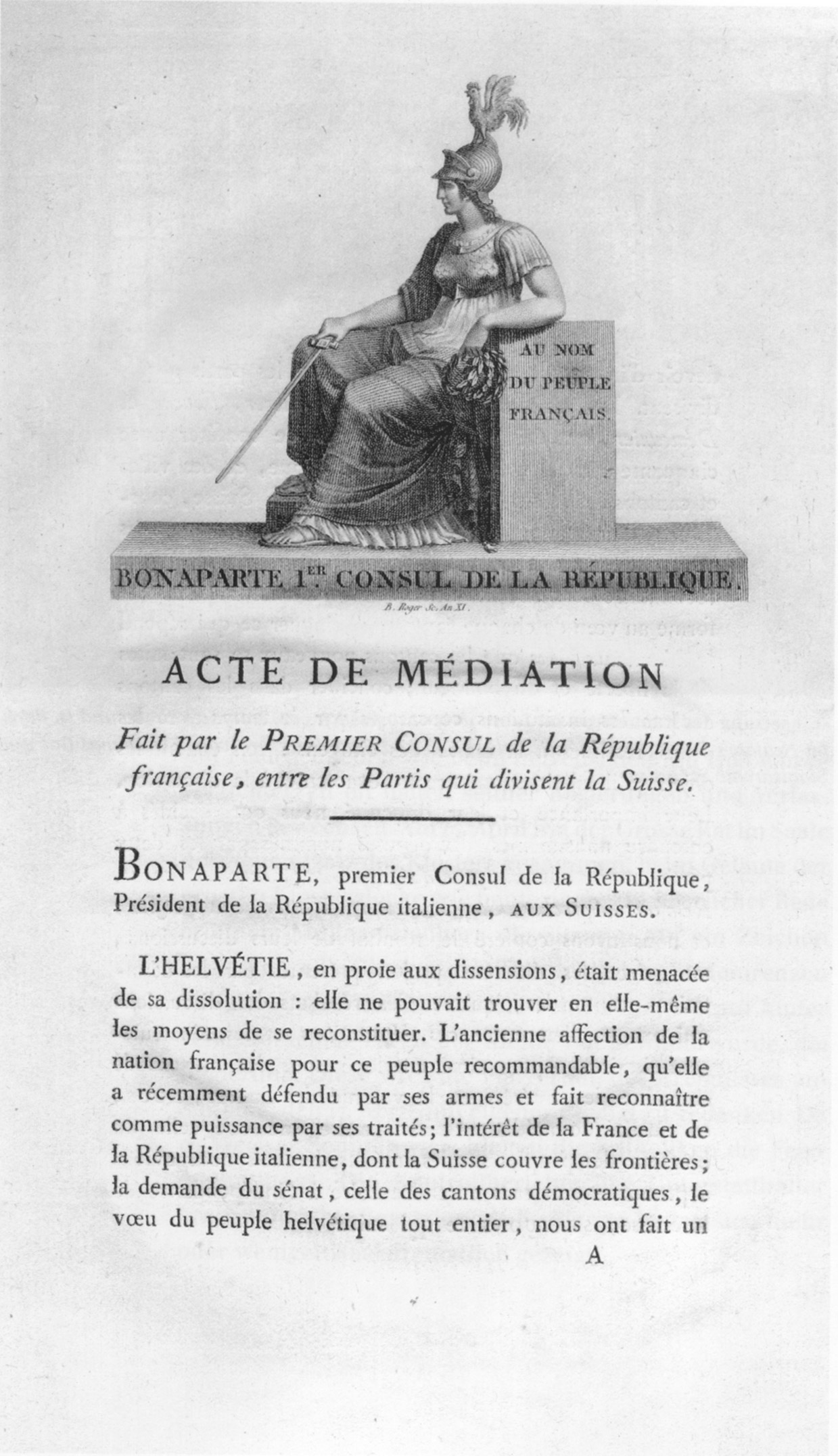
Acte de médiation, 1803

En moins de six ans, le Canton de Vaud devait passer par six régimes constitutionnels : la République lémanique dès la fin janvier 1798, la République rhodanique qui vécut fort peu de temps, la République helvétique, la Constitution Helvétique à partir du 29 mai 1801, la Constitution du 27 février 1802 enfin l'Acte de médiation de 1803. Ce dernier divisait le canton en soixante cercles composés de plusieurs communes, les citoyens de chaque commune nommant les membres de leur municipalité. Le Grand Conseil du canton tenait sa première séance le 14 avril 1803 sous la présidence de Jules Muret, de son côté le Petit Conseil (ou pouvoir exécutif) nommé le 18 avril, proposait de nouvelles armoiries de couleurs verte et blanche, le sceau serait vert-clair et blanc divisé en deux bandes, deux mains jointes tenant une épée surmontée du chapeau de Guillaume Tell avec la devise "pro libertate et fœdere". Ces armoiries tenaient leur origine de l'ancien blason représentant trois collines de sinople (vertes) dans un champ d'argent. Sous la République helvétique, qui vécut de 1798 à 1803 avant d'être dissoute par l'Acte de médiation, le blason portait un faisceau avec la hache surmonté du même chapeau et de la légende "Liberté, Égalité". Le Grand Conseil décidait d'adopter le vert-clair et le blanc, le sceau aurait un écusson coupé en deux bandes verte et blanche, le champ de l'écusson porterait "Liberté et Patrie" et au-dessus une bandelette contenant "Canton de Vaud", à cette occasion avait lieu la première frappe de monnaies vaudoise, ce droit régalien devait cesser en 1848 car il coûtait plus qu'il ne rapportait.
Dans le même temps, la députation vaudoise rejetait toute immixtion de l'autorité fédérale dans les actes relevant de sa souveraineté, le canton s'appuyait pour ce faire sur une lettre de Talleyrand à l'ambassadeur de France en Suisse : "L'examen de la question du rachat (des dîmes, cens et lods) appartient au gouvernement du Canton… Dès lors le gouvernement d'un autre Canton ne peut avoir le droit d'intervenir d'autorité dans cette discussion, et s'il est naturel qu'il témoigne quelqu'intérêt en faveur de ceux de ses ressortissants qui jouissent dans le canton de Vaud de quelques privilèges supprimés ou rachetables, il ne peut le faire que par les voies des bons offices et des invitations amicales…". Le 14 avril 1804 était fêté le premier anniversaire de l'indépendance du Canton de Vaud, la veille une canonnade était tiré depuis le parvis de la cathédrale de Lausanne, au coucher du soleil toutes les cloches sonnèrent. Le jour dit les mêmes canons tiraient dix-neuf décharges en l'honneur des dix-neuf Cantons, suivi d'un sermon prêché dans toutes les paroisses.
Ce début de XIXe siècle était une période d'effervescence où le Canton de Vaud avait tout à créer, n'ayant pas d'armée il constituait le premier corps de la Gendarmerie vaudoise le 4 juin 1803 et parallèlement les armes détenues par les arsenaux du canton étaient rendues aux particuliers, n'ayant pas de ressources il devait se résoudre à vendre les domaines cantonaux. Le service des "Postes et Messageries" devait être réorganisé, une diligence à cinq places faisait le trajet quatre fois par semaine entre Berne et Genève ainsi qu'un fourgon à marchandises. Un "char de campagne", découvert, portait les dépêches, ainsi qu'un ou deux voyageurs, lui aussi quatre fois par semaine mais pour relier Lausanne à Vevey et un messager reliait deux fois par semaine Échallens à Lausanne. Un autre faisait le circuit Cossonay, La Sarraz, Romainmôtier et la Vallée du lac de Joux. Le droit de chasse était modifié ainsi que la perception des péages. Un cadastre était établi afin de servir de base au calcul de l'impôt foncier. Le droit de timbre, l'impôt sur la vente des boissons et celui sur les chevaux furent rénovés. La levée de ces diverses contributions devait rapporter 600 000 francs suisses, soit une moyenne de 4 francs par habitant, la population du canton qui était de 142 589 habitants en 1798 passait à 155 807 en 1811. Un autre travail d'envergure était celui de la réforme des lois civiles. Alors qu'auparavant chaque localité était régie par ses propres coutumes, la commission chargée de ce travail devait s'appuyer sur le Code Napoléon et, l'ayant modifié, proposait au Petit Conseil le résultat de ses travaux en 1819. Diverses lois avaient déjà été promulguées, celle sur les juges de paix en 1803, un code correctionnel en 1805 en attendant la rédaction d'un code pénal, une réforme du système pénitentiaire était discutée dès 1802 et le premier projet pour la construction d'une prison destinée à remplacer le bagne de Berne voyait le jour en 1813. L'autorité sanitaire relevait depuis 1803 d'un bureau de santé général, plus tard Conseil de santé, dont le premier nommé était François Verdeil, docteur en médecine et père d'Auguste Verdeil, qui instaurait la vaccination gratuite contre la variole et créait un établissement de santé, L'Hôpital Notre-Dame, séparant les patients "aliénés" dans une autre structure au lieu-dit "Champ-de-l'air". L'instruction publique n'était pas oubliée, alors qu'on comptait 500 écoles dans le canton en 1798, le nouveau Conseil académique décrétait qu'il devait y avoir au moins une école par village, le nombre des élèves du collège de Lausanne passait de 46 à 171 en 1815. Enfin une Société vaudoise d'Émulation rendait sa première publication en 1805.
L'industrie se développait de son côté, des ateliers de filature de laine et une manufacture de draps s'installèrent, des vaudois s'essayèrent à la colonisation dès 1796. C'est ainsi que dix-sept personnes de Montreux et de Blonay, avec à leur tête Jean-Jacques Dufour, partaient s'installer sur les bords du Kentucky et fondèrent Vevay dans l'Indiana pour y introduire la vigne, ils étaient rejoints en 1803 par d'autres colons qui fondèrent le Comté de Switzerland, toujours aux États-Unis, officiellement créé en 1814. D'autres, guidés par David de Pury, avaient déjà fondé en 1734 l'éphémère colonie de Purrysburg en Caroline du Sud.

### La constitution de 1814
En 1814, l'Acte de médiation était aboli pour être remplacé par un "Pacte Fédéral" signé entre tous les cantons le 7 août 1815. Cette année-là voyait aussi la réalisation de la « Constitution Vaudoise » adoptée par la Commission électorale. Ceci fait, le Canton de Vaud assurait sa position et pouvait traiter de son indépendance avec Berne, prête à lui l'accorder. Le peuple se soudait auprès de ses représentants et une chanson circulait dans tout le pays, écrite par le jeune Alexandre Vinet alors étudiant à l'académie de Lausanne :
|  | « Voici l'heure de la vengeance Fidèles et braves soldats ! Que le fer brille, qu'on avance ! Voici le moment des combats. Sous les drapeaux de la patrie. Accourons généreux Vaudois. Sacriflez-lui votre vie, Ecoutes, écoutez sa voix, | Prenons ces foudres de la guerre Défenseurs de la liberté ! Faisons éclater le tonnerre Aux yeux de l'ours épouvanté! Qu'il tremble au fond de sa caverne. Bientôt nos bras l'iront chercher. Frémis audacieuse Berne, Vers tes murs nous allons marcher. | Liberté, liberté chérie ! Soutiens nos cœurs, guide nos pas ! Oui, c'est pour toi, pour la patrie Que nous volerons aux combats. Des tyrans l'impuissante rage En vain voudrait nous asservir Pourrait-on craindre l'esclavage Lorsqu'on t'aime et qu'on sait mourir? » |

Après s'être assuré de l'appui de la France, les députés vaudois reprirent la discussion avec la Diète. L'affaire traînant trop, le puissant Canton de Bâle appuyait la demande de celui de Vaud et le 7 août 1815 un pacte était conclu stipulant que la Confédération Suisse se trouvait constituée de cantons indépendants liés entre eux par un seul et même traité. Lors du Congrès de Vienne, qui reconnaissait la neutralité perpétuelle de la Suisse, le canton de Vaud y dépêchait deux représentants, Frédéric-César de La Harpe et Albrecht Rengger, chargés d'y défendre ses intérêts. La déclaration qui suivait ce congrès garantissait, entre autres, l'indépendance du canton de Vaud vis-à-vis de Berne en échange des cantons du Valais, de Genève et de Neuchâtel[Quoi ?].

## XIXesiècle

### La révolution libérale de décembre 1830
La Constitution vaudoise, datant de 1814, limite les libertés et restreint le suffrage. Le Grand Conseil vaudois coopte une partie de ses députés (favorisant ainsi le même groupe conservateur), et élit lui-même les Conseillers d’État. Le gouvernement contrôle et censure la presse et la liberté de conscience et de culte est réduite. Durant les années 1820, certains dénoncent l'autoritarisme du gouvernement et du parlement et demandent une réforme du système électoral et une révision de la Constitution. Les modestes réformes acceptées par le Conseil d’État sont jugées insuffisantes. Sous l'influence de divers événements révolutionnaires en Europe, notamment celle de la révolution de Juillet, en France, plusieurs cantons suisse chassent du pouvoir les anciennes élites conservatrices entre 1830 et 1831, principalement sous la pression de certains bourgeois, de propriétaires et des professions libérales. La période de transition entre les diverses révisions des constitutions cantonales et la fondation de l'État fédéral de 1848 prend le nom de Régénération. Dans le canton de Vaud, cette révolution se joue les 17 et 18 décembre 1830.
Les libéraux, opposants du gouvernement, se réunissent dans le casino de Derrière-Bourg, un bâtiment détruit depuis, situé à l'est de la place Saint-François de Lausanne. Ils lui doivent leur nom, les « casinistes ». L'édifice sera réutilisé à des fins comparables par les futurs révolutionnaires radicaux en 1845. La Constitution connaît une nouvelle révision mineure en mai 1830, le Conseil d’État gardant la main sur les affaires et les nominations. Cette révision est à nouveau jugée insuffisante pour les 4 000 signataires de la pétition circulant en 1829, soutenus par leurs chefs de file, Frédéric-César de La Harpe et Samuel Clavel. Au début du mois de décembre 1830, les casinistes se réunissent au Casino dans le but de chercher un moyen d'obtenir une révision complète de la constitution vaudoise. Ils décident de lancer une nouvelle pétition qui reprend les principes chers aux libéraux : la garantie de la liberté de la presse et du droit de pétition, des séances du Grand Conseil publiques, une séparation totale des pouvoirs, le droit d’initiative pour le législatif, le renouvellement intégral du Grand Conseil tous les 5 ans, ainsi qu’une nouvelle réduction de la durée des fonctions des municipalités et des conseils communaux. La pétition récolte 5 919 signatures dans 107 communes. La presse lausannoise joue en outre un rôle clé en permettant au peuple de prendre parti. Deux journaux se font face : le Nouvelliste vaudois, fondé par Henri Fischer et transmettant les idées des libéraux, et la Gazette de Lausanne qui reste aux mains du gouvernement.
La liberté religieuse, interdite par le gouvernement, constitue un autre cheval de bataille des opposants. La liberté de conscience et de croyance prêchée par le pasteur Alexandre Vinet est condamnée par les autorités. Charles Monnard, alors débuté au Grand Conseil, un des chefs de file des libéraux, prend sa défense dans le Nouvelliste vaudois et se voit retirer pour un an la chaire de littérature française à l’Académie de Lausanne qu'il occupe depuis 1816. Cette sanction scandalise les libéraux et la pression augmente sur le Grand Conseil.
Le 17 décembre 1830, devant l’absence de réaction du gouvernement face aux pétitions transmises, les pétitionnaires décident d’appeler leurs partisans à rejoindre Lausanne. Le 18 décembre, les révolutionnaires pénètrent dans la salle du Grand Conseil avant le début des séances. Charles Monnard parvient à obtenir des manifestants qu'ils quittent le parlement. Ils se rassemblent à Montbenon. Le Grand Conseil cède et le Conseil d'État démissionne. Une assemblée constituante est convoquée pour février 1831.
Une nouvelle Constitution vaudoise est adoptée le 20 juin 1831 : le suffrage universel masculin est garanti, les députés du Grand Conseil sont tous élus directement, pour 5 ans, et le nombre de Conseillers d’État passe de 12 à 9, élus pour 6 ans. Les libertés publiques y sont inscrites : égalité de tous les citoyens devant la loi, liberté individuelle, liberté de la presse, droit de pétition et référendum obligatoire en matière constitutionnelle. Par contre, on n'y trouve toujours pas la liberté religieuse ni la liberté d’enseignement,.

### La révolution radicale de 1845

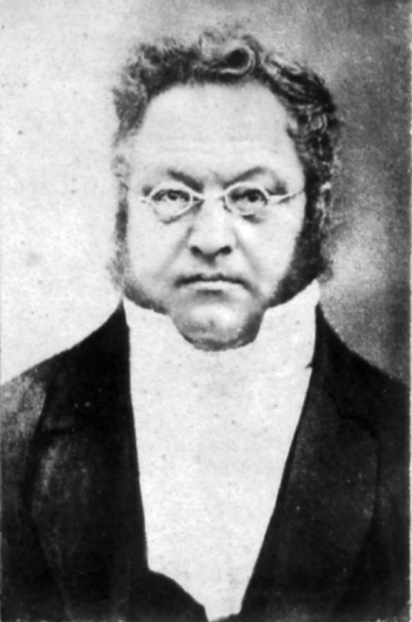
Henri Druey, figure de proue de la Révolution radicale de 1845.

Henri Druey, entré au Conseil d'État en 1831, est à la tête du mouvement radical dès l'année suivante. Le mouvement s'organisera notamment au travers de son journal, le Nouvelliste vaudois, et grâce à l'Association patriotique, créée en 1844 par son bras droit, Louis-Henri Delarageaz. Au niveau fédéral, les radicaux prennent des mesures anti-catholiques ; le 14 décembre 1839, la nouvelle loi d'organisation ecclésiastique, qui supprime la confession de foi helvétique et subordonne l'Église à l'État, selon le vœu de Druey, annonce une crise religieuse. Sept cantons catholiques créent le Sonderbund dans l'idée de défendre leurs intérêts. Parmi eux, le canton de Lucerne fait appel en 1844 aux Jésuites pour diriger l'instruction secondaire. Druey prend officiellement parti contre le Sonderbund. Membre influent de l'Association patriotique, il demande au Grand Conseil vaudois que ses représentants à la Diète fédérale votent l'expulsion des Jésuites. Entraînée par Druey et Delarageaz, l'opposition radicale organise des assemblées populaires. Malgré tout, le 13 février 1845, le Grand Conseil, au nom de la liberté religieuse et de la souveraineté cantonale, refuse l'expulsion des Jésuites de Lucerne, demandée par une pétition riche de 60 000 signatures. Dans la nuit du 13 au 14 février 1845, les révolutionnaires entrent dans Lausanne. Sous pression, le Conseil d'État libéral se saisit de la pétition mais refuse à son tour d'entrer en matière. Les révolutionnaires pénètrent dans le Grand Conseil. Le Conseil d'État fait appel à l'armée qui se range du côté du peuple. Le Conseil d'État cède. Druey, qui a donné sa démission, annonce que le gouvernement abandonne ses fonctions. Un gouvernement provisoire est formé. Druey en prend la direction le 15 février. Il fait voter sur la place de la Riponne, devant des milliers de Vaudois, la dissolution du Grand Conseil,.
Le nouveau Conseil d'État, élu le 3 mars 1845, est entièrement radical. Druey en est le président. L'assemblée vote une nouvelle constitution. Les libertés religieuses et d'association n'y sont pas garanties. Vu les réactions importantes que ces dispositions suscitent, notamment dans les milieux ecclésiastiques et intellectuels, Henri Druey demande aux pasteurs de lire le dimanche 3 août une proclamation engageant les électeurs à accepter la Constitution. Une quarantaine d'entre eux refusent que l'État s'immisce ainsi dans l'Église. Le texte est malgré tout soutenu par le doyen Louis-Auguste Curtat. La Constitution est acceptée le 10 août 1845.

### Développement économique du canton
Les transports se développent pendant ce siècle. Le premier bateau à vapeur apparait sur le lac Léman en 1823. Trois décennies plus tard (1856), la première gare pour voyageurs du chemin de fer est inaugurée à Lausanne. Le premier funiculaire de Suisse : le Lausanne-Ouchy est mis en service en 1877. Dix ans plus tard, le deuxième tramway électrique d’Europe est en construction à Vevey-Montreux-Villeneuve. En 1896, le réseau des tramways lausannois est ouvert.
L'administration se met en place aussi. La Banque cantonale vaudoise est créé en 1846 et Henri Druey entre dans le premier Conseil fédéral en 1848. La Croix-Bleue est fondée à Cossonay en 1877. La nouvelle constitution du canton de Vaud (la 6e depuis 1803) est adoptée en 1885, et ne sera remplacée qu’en 2003. Cinq ans plus tard, l’Académie de Lausanne est élevé au rang d’université.
Des travaux d'assèchement sont entrepris sur la plaine de l’Orbe en 1870. L'éclairage électrique et le téléphone commencent à être installé en 1882, un avant l'incendie catastrophique de Vallorbe qui rend 200 familles sans abri.

### Le renouveau catholique
L'histoire du renouveau de l'Eglise catholique dans le canton de Vaud est complexe.
La Constitution vaudoise de l'Acte de Médiation de 1803," ne garantit la liberté de culte qu'aux communions actuellement établies dans le canton". Dans le Canton de Vaud, le culte catholique est à nouveau autorisé en 1810 pour autant que les lieux de culte ne soient pas trop visibles – donc sans clocher et ni cloches - mais il n'est pas encore véritablement question de tolérance religieuse. Sous le régime de cette loi de 1810, l'Église catholique fonde de nombreuses paroisses situées sur le diocèse de Lausanne-Genève-Fribourg mais aussi sur le diocèse de Sion auquel appartiennent les paroisses du district d'Aigle. Là, les érections d'églises et de paroisses sont les suivantes : Aigle, Leysin, Les Diablerets, Villars-sur-Ollon, Gryon, Roche, Bex, Lavey, Plans-sur-Bex. Dès 1878, la loi autorise les catholiques à construire des clochers et faire sonner les cloches. Et, contrairement à ce que beaucoup croient, ce n’est pas l’Église du Valentin qui fut la première église à actionner ses cloches (en 1948), mais l’église catholique d’Aigle où, à la suite d'une pétition au Grand Conseil, on put faire sonner la cloche «Béatrix». Il fallut attendre 1970 pour que le statut des catholiques change profondément et ce n’est qu’en 2003 (Constitution vaudoise de 2003) que l’église catholique obtient une totale égalité de droit avec l’église réformée. En 2007 une nouvelle législation précise les relations entre les églises et l'État de Vaud.

## XXesiècle
Le Comité international olympique s'installe à Lausanne en 1915.  
Le premier "Comptoir suisse" est ouvert en 1920. 
La première émission publique de la télévision à Lausanne a lieu en 1951. 
Le stade olympique de Lausanne est inauguré en 1954 lors de la Coupe du monde de football. 
Le 1er février 1959, le canton de Vaud est le premier canton suisse à accorder le droit de vote aux femmes sur le plan cantonal. 
En 1964, a lieu l'Exposition nationale de Lausanne et la première autoroute de Suisse, reliant Lausanne à Genève, est inaugurée.  
L’École polytechnique de l’université de Lausanne devient l’Ecole polytechnique fédérale de Lausanne en 1968.
La centrale nucléaire de Lucens est mise hors service à la suite d’une avarie technique en 1969. 
La construction du Centre hospitalier universitaire vaudois (CHUV) s'étale sur une décennie, de 1971 à 1982.

### Représentation politique des femmes
Lors des élections cantonales vaudoises de 1962, qui sont les premières ouvertes aux femmes sur le plan cantonal, sur 197 membres, 13 femmes sont élues au Grand Conseil. La ville de Lausanne, à elle seule, en désigne 8. Parmi elles, il y a 5 libérales, 3 radicales, 3 socialistes, 1 popiste, 1 jeune radicale. Lors de ces élections, 598 candidats s'étaient présentés, dont 60 femmes ont été portées sur les différentes listes des partis. 
Le 10 juin 1974, Gertrude Montet Girard devient la première femme du canton à être représentée au Conseil national.
Le 12 décembre 1977, Claudine Piguet devient la première femme à occuper la fonction de syndique dans le canton, dans la commune Le Chenit,. 
En 1987, Yvette Jaggi est la première femme du canton à être représentée au Conseil des États, qui est la Chambre haute de l'Assemblée fédérale.
Le 1er mai 1997, Jacqueline Maurer-Mayor devient la première conseillère d'État du canton.

## XXIesiècle
- 2002 : Exposition nationale des Trois Lacs, avec un site à Yverdon-les-Bains
- 2003 : Adoption de la nouvelle constitution vaudoise, remplaçant celle de 1885.
- 2007 : Le vignoble de Lavaux est inscrit au patrimoine mondial de l'UNESCO.
- 2008 : Mise en service à Lausanne du premier métro automatique de Suisse (la ligne M2).

#### Ouvrages anciens (XIXesiècle)
: document utilisé comme source pour la rédaction de cet article.
- Abrégé de l'histoire ecclésiastique du Pays de Vaud, Abraham Ruchat, édition Giral-Prelaz, 1838, p. 117 à 122. Google livres
- Histoire du canton de Vaud, Volume 1, Auguste Verdeil, Eusèbe-Henri-Alban Gaullieur, édition D. Martignier, 1849. Google livres
- Histoire du Canton de Vaud, Volume 2, Auguste Verdeil, Eusèbe-Henri-Alban Gaullieur, édition D. Martignier, 1854. Google livres
- Histoire du Canton de Vaud, Volume 3, Auguste Verdeil, Eusèbe-Henri-Alban Gaullieur, édition D. Martignier, 1854. Google livres
- Histoire du Canton de Vaud: 1803 - 1830, Volume 4, Auguste Verdeil, Eusèbe-Henri-Alban Gaullieur, édition D. Martignier, 1857. Google livres

#### Ouvrages récents
- Bernard Andenmatten, La maison de Savoie et la noblesse vaudoise (XIIIe-XIVe s.)  : supériorité féodale et autorité princière, Lausanne, Société d'histoire de la Suisse romande, 2005, 722 p. (Mémoires et documents publiés par la Société d'histoire de la Suisse romande. 4e série t. 8).
- Encyclopédie illustrée du Pays de Vaud, sous la direction de Bertil Galland, Lausanne : Association de l'Encyclopédie illustrée du Pays de Vaud, Lausanne 1970-1987, 12 vol.
- Olivier Meuwly, Laurent Pizzotti, François Jéquier (dir.), Histoire vaudoise, Lausanne, Bibliothèque historique vaudoise, Gollion, INFOLIO, 2015, 559 p.
- Corinne Chuard, Histoire vaudoise, un survol, Gollion, Infolio, 2019, 160 p.
- Lucienne Hubler, Histoire du Pays de Vaud, Lausanne, L.E.P. Loisirs et Pédagogie, 1991, 191 p.'
- Eugène Mottaz, Dictionnaire historique, géographique et statistique du Canton de Vaud, publié sous les auspices de la Société vaudoise d'histoire et d'archéologie, Lausanne 1911-1921 (réédition Slatkine Genève 1982), 2 volumes.
- Notice « Vaud (canton) », dans Dictionnaire historique de la Suisse, vol. 134, 2014, pp. 30–62.

#### Ouvrages récents d'histoire religieuse
- BEDOUELLE G., WALTER F., Histoire religieuse de la Suisse : la présence des catholiques, Paris/Fribourg, 2000, 437 p.
- BESSI E., Etude de l'ouvrage du P. Charles de Genève "Les Trophées sacrés ou Missions des Capucins en Savoie, dans l'Ain, la Suisse romande et la Vallée d'Aoste, à la fin du XVIe siècle et au XVIIe siècle", Fribourg, 2002, 116 p.
- BRUENING M. W., Le Premier Champ de bataille du calvinisme, Lausanne, éditions Antipodes, 2011, 309 p.
- BURGY F.M., Iconoclasme et Réforme chez les chroniqueurs de Genève et du Pays de Vaud, in : "Nos Monuments d'art et d'histoire", 35/2(1984)323-330.
- CAMPICHE R. J., BECCI I., Les relations entre les Eglises et l'Etat en modernité tardive, Lausanne et Berne, 1999, 15 f.
- CATTO A. [et al.], L'Eglise catholique en pays de Vaud, Lausanne, 1984, 79 p.
- CENTLIVRES R., Histoire de l'Église réformée vaudoise sous le régime helvétique 1798-1803, Lausanne, 1975, 149 p. (Bibliothèque historique vaudoise no 55).
- CENTLIVRES R. et FLEURY J.-J., De l'Église d'État à l'Église nationale 1839-1863, Lausanne, 1963, 231 p. (Bibliothèque historique vaudoise no 35).
- FONTANNAZ M., Les cures vaudoises, Lausanne, 1978, 455 p. (Bibliothèque historique vaudoise no 84).
- GARDAZ PH., « Le statut de l'Eglise catholique romaine dans le canton de Vaud », in Eglise catholique et Etat en Suisse, Zurich, 2010, pp. 241–252.
- GRANDJEAN M., Les temples vaudois, Lausanne, 1988, 667 p. (Bibliothèque historique vaudoise no 89).
- HENGARTNER A., Contribution à l'étude du diocèse de Lausanne, Genève et Fribourg et l'Eglise catholique romaine dans le canton de Vaud, Lausanne, 1929, 120 p.
- HENGARTNER A., Le diocèse de Lausanne, Genève et Fribourg et l'Eglise catholique romaine dans le Canton de Vaud, 1929, 120 p.
- MOREROD J.-D., Genèse d'une principauté épiscopale : la politique des évêques de Lausanne (IXe – XIVe siècle), Lausanne, 2000, 650 p. (Bibliothèque historique vaudoise no 116).
- VUILLEUMIER H., Histoire de l'Église réformée du canton de Vaud sous le régime bernois, Lausanne, 1927-1933, 4 volumes.

### Archives
- Archives cantonales vaudoises (ACV) ;
- Archives de l'État de Berne (pour certains documents religieux de la période bernoise comme ceux du Consistoire suprême) ;
- Archives de l'État de Fribourg (pour les relations entre Vaud et Fribourg dans les bailliages communs) ;
- Archives de l'abbaye de Saint-Maurice ;
- Archives du Duché de Savoie puis du Royaume de Piémont Sardaigne (Archives savoyardes de Turin, en italien : Archivio di Stato di Torino, ainsi que les Archives départementales de la Savoie à Chambéry) ;
- Archives de la presse locale (L'Est vaudois, Presse Riviera Chablais, le 24h00) : Ces documents sont consultables aux Archives cantonales vaudoises, à la Bibliothèque cantonale et universitaire du canton de Vaud mais aussi en ligne sur le site de la BCU : Scriptorium .